# Marian-Traian Gomoiu
Marian-Traian Gomoiu (n. 15 august 1936, Bazargic, România – d. 25 februarie 2021) a fost un biolog și oceanolog român, specializat în ecologie marină și studiul biodiversității, membru titular al Academiei Române.

"Drumul meu în viață cred că este drumul luminat de steaua mea din albastru, și de lumina celor care m-au înconjurat. Pe traiectoria efemeră a veșniciei am parcurs ca și alții calea de început a devenirii, pe care fără să mă feresc, mai continui să mă abat și astăzi. M-am pornit apoi pe calea afirmării și consacrării, anevoioasă, dar plină de satisfacții multiple. Și dintr-o pornire moștenită am ales să merg și pe calea apostolatului, apostolat nu ca meșteșug, ci ca mod de înțelegere a vieții, ca formă fecundă a existenței, de împărțire către cei mai tineri a celor adunate cu trudă în scurgerea timpului."
Marian-Traian Gomoiu s-a născut la Bazargic (Dobrici de azi), in Cadrilater, parte aflata în granițele României între 1913-1940. Vremurile tulburi, cedarea Cadrilaterului către Bulgaria, schimbul de populație, au determinat familia micului Marian-Traian să își lase in urmă gospodăria si să se îndrepte spre Gura Dobrogei, unde s-a așezat pentru un timp. Elevul Gomoiu a învățat la școala primară din sat sub îndrumarea și supravegherea atentă a părinților săi, distinși învățători, care au călăuzit cu pricepere primii pași ai fiului lor pe calea învățăturii. 
În cele din urmă, familia s-a stabilit la Constanța, iar Marian-Traian Gomoiu a învățat la Școala nr. 5 băieți, apoi la prestigiosul Liceu Teoretic “Mircea cel Bătrân” (Colegiul Național “Mircea cel Bătrân” din 1996), pe care l-a absolvit în 1954. Va purta, întotdeauna, o profundă recunoștință profesorilor acestui liceu,oameni cu personalitate puternică ce au instruit minți și au modelat, prin valorile insuflate, caractere, pregătindu-i pe adolescenți pentru viitor.

## Studii și specializări
Academicianul Marian-Traian Gomoiu a dobândit o temeinică educație științifică in cadrul Facultății de Științele Naturii și Geografie a Universității “Victor Babeș” din Cluj (1954-1958). Anii de studiu, petrecuți în atmosfera academică efervescentă si exigentă a universității clujene au constituit temelia formării specialistului, au creat cadrul pentru parcurgerea etapelor ulterioare.
La câteva luni de la absolvirea facultății, Marian-Traian Gomoiu a fost angajat ca cercetător stagiar la Laboratorul de oceanologie al Academiei Române, înființat la Constanța din inițiativa renumitului savant Mihai Băcescu și condus direct de către acesta aproape 15 ani. Laboratorul era o pepinieră de tineri cercetători talentați, pasionați si dedicați studiului mării, care au efectuat studii complexe de oceanografie fizică, chimică, de oceanografie biologică, de geologie marinî si ecologie marină. Discipolul Marian-Traian Gomoiu va merge pe calea maestrului său, profesorul Mihai Băcescu, și a marilor înaintași Emil Racoviță, Grigore Antipa, Ioan Borcea. Cuvintele maestrului – “perseverență”, “seriozitate”, “meticulozitate”, “pasiune”, “autoexigentă”, “exemplul personal” vor rămâne cuvinte-cheie cu puternică rezonanță pentru tânărul cercetător pe calea “afirmării și consacrării” sale.
În 1973 a primit titlul de Doctor in Biologie (Oceanologie) cu teza “Contribuții la cunoașterea ecologiei moluștelor psamobionte de la plajele submerse nisipoase de la litoralul românesc al Mării Negre” (483 p.,16 pl., 90 fig., 55 tabele și 7 anexe in 43 p.), elaborată sub coordonarea științifică a academicianului Mihai C. Băcescu în cadrul Institutului de Științe Biologice al Academiei Române. Teza l-a consacrat pe autor ca specialist într-un domeniu nou de cercetare în țara noastră, cel al nevertebratelor marine.
În perioada de doctorantură a beneficiat, in urma unui concurs, de o bursă de studii la Zoological Museum, Institutul de Fiziologie si Cercetări Marine din cadrul Stațiunii de cercetări Helsingor, Danemarca (noiembrie 1969 - iunie 1970).
În perioada post-doctorală a obținut o bursă mixtă UNESCO/ Rockefeller Foundation la Duke University Marine Laboratory, Beaufort, N.C. SUA (1 aprilie - 31 mai 1974) si o bursă acordată de Duke University Marine Laboratory, Beaufort, N.C. SUA (1 iunie - 31 iulie 1974).
În 1975 a beneficiat de un program de specialitate la Institutul de Științe Marine din Kiel, Germania, iar in 1980 a participat la un program de perfecționare în științele marine și tehnologie marină la Woods Hole Oceanographic Institution, USA.
Acad. Prof. Dr. Marian-Traian Gomoiu și-a urmat, neabătut, visul. A tins spre perfecțiune, nu a precupețit niciun efort pentru a explora “lumea mirifică” a apelor, a viețuitoarelor din Marea Neagră, iar apoi a dăruit, la rândul său, discipolilor comorile cunoașterii, pe care le adunase cu atâta migală și pasiune într-o viață de om.

## Expediții
- Expediția navei americane de cercetări “Eastward” în Marea Sargaselor (1967)
- Expediția navei cubaneze de cercetări “Xiphias” în golful Batabano (Cuba, 1969)
- Expediția navei de cercetare “Ophelia” în zona Isefjord (Danemarca, 1970)
- Participare la expedițiile navei de cercetări oceanologice “Akademik” a Academiei Bulgare de Științe, în Marea Neagră (2003, 2006)
- Expediția navei de cercetări "Parshin" in Marea Neagră" (2005)
- Participări frecvente la expedițiile navelor “Vityaz” și “Prof. Vodyanitsky” în Marea Neagră
- Expediția navei de cercetări "Mare Nigrum" a Institutului Național de Cercetare-Dezvoltare pentru Geologie si Geoecologie Marină – GeoEcoMar, în Marea Neagră, în cadrul programului Nucleu (2007)
- A coordonat încă 3 expediții efectuate cu nava de cercetări “Mare Nigrum” în Marea Neagră (2010, 2011, 2012), în cadrul proiectului EU FP7 HYPOX
- Participare la expedițiile științifice anuale efectuate în Marea Neagra, cu nave românești, în cadrul Laboratorului de Oceanologie al Academiei Române din Constanța, pe urmă în cadrul programului de cercetare științifică al Institutului Român de Cercetări Marine din Constanța și, de asemenea, în cadrul programului Institutului Național de Cercetare-Dezvoltare pentru Geologie și GeoEcologie Marină, filiala Constanța.

## Activitate
1. Cercetare științifică în domeniul oceanologiei și biologiei - Pe parcursul activității sale neobosite, de aproape 60 de ani de cercetare științifică dedicată naturii, academicianul Marian-Traian Gomoiu s-a implicat în realizarea a peste 60 de teme și obiective de cercetare ecologică și biologică, distingându-se în mod deosebit în ecologia marină și studiul biodiversității. A participat la numeroase proiecte naționale și internaționale în calitate de conducător de proiect sau membru în echipa de lucru. Cercetările sale referitoare la macro-geo-ecosistemul Dunăre-Delta Dunării-Marea Neagră au condus la rezultate care au îmbogățit fondul de date al oceanologiei și ecologiei marine în general, al biologiei, ecologiei și protecției Mării Negre și a Deltei Dunării în special. În multitudinea realizărilor se înscriu și următoarele proiecte și obiective: 
  - Însemnate contribuții la cunoașterea fenomenului eutrofizării Mării Negre, fiind autorul conceptului de „sindrom de eutrofizare marină”. În 2003 a condus, în calitate de Chief Scientist, în Marea Neagră, la bordul navei de cercetări oceanologice “Akademik” a Academiei Bulgare de Științe, expediția internațională „Controlul eutrofizării, substanțele periculoase și măsuri adecvate pentru refacerea ecosistemului Mării Negre” (”Control of eutrophication, hazardous substances and related measures for rehabilitating the Black Sea ecosystem: Phase 1: RER/01/G33”), sub egida GEF/UNDP Black Sea Ecosystem Recovery Project.
  - În cadrul proiectului european FP7 HYPOX – In situ monitoring of oxygen depletion in hypoxic ecosystems of coastal and open seas, and land-locked water bodies, a adus contribuții cu un grad mare de noutate in cercetarea mecanismului formării hipoxiei. Prin instalarea unui observator submers echipat cu senzori a creat posibilitatea, unică până la acel moment, de a obține date continue, care au permis identificarea unor modificări substanțiale pe termen scurt, de ordinul orelor si zilelor, în parametrii fizico-chimici ai apei. Pe baza datelor furnizate de senzorii observatorului au fost formulate concluzii si recomandări în ceea ce privește îmbunătățirea sistemului de monitorizare a parametrilor de stare a ecosistemelor marine.
  - A adus contribuții ecologice la cunoașterea dinamicii ansamblului biocenozelor bentale (de ex. comunitatea bentală dominată de Barnea candida, comunitatea substratului dur cu Mytilus galloprovincialis si Mytilaster lineatus), fiind primul in România care a făcut observații directe, prin scufundare, asupra componentei biocenozelor bentale ale mării; de asemenea, a adus perfecționări metodologiei de cercetare a bentosului.
  - A semnalat și cercetat speciile invasive la litoralul romanesc al Mării Negre, de ex. moluștele - Mya arenaria, Anadara inaequivalvis (=Anadara kagoshimensis ), Rapana venosa, ctenoforul – Mnemiopsis leydi s.a., subliniind faptul că poarta către Marea Neagră a fost permanent deschisă pentru speciile exotice. Una dintre lecțiile prioritare învățate in urma studierii acestor specii este formarea resursei umane în taxonomie si sistematică, lecție pe care a aplicat-o activ cu colaboratorii săi, asa cum ii plăcea să îi numească pe studenții, masteranzii și doctoranzii cu care colabora.
  - A studiat structura, funcțiile si importanța faunei bentale in ecosistemele marine pentru a evalua starea de sănătate a Mării Negre. A menționat în numeroasele sale lucrări si prezentări științifice că tendința de îmbunătațire a ecosistemului Mării Negre este încă neechilibrată; a observat modificări privind repartiția sau refacerea unor populații de organisme și, de asemenea, modificări regresive in regimurile sedimentar și hidro-meteorologic actuale, care, deși relativ minore, pot conduce cu ușurință la reinstalarea unor situații critice din anii 80 și inceputul anilor 90. 
  - A considerat că un program de monitorizare continuu, atăt la scara platoului continental, cât și în zonele costiere critice, reprezintă o necesitate absolută. A susținut realizarea obiectivelor importante ale Uniunii Europene și ale guvernelor statelor de coastă la Marea Neagră – dezvoltarea durabilă a societății bazate pe cunoaștere și inovare și pe creșterea bunăstării populației din această zonă, obiective realizabile doar prin modernizarea metodologiilor de cercetare științifică, utilizarea unor echipamente adecvate, precum și în condițile unor investiții pe masură în cercetarea marină.
  - A studiat agresivitatea biologică marină - pe nave și construcții submerse, și, de asemenea, planctonul marin.
  - S-a preocupat de problema redresării ecologice a zonelor marine de mică adâncime prin construirea de recifi artificiali.
2. Activitate didactică - Academicianul Marian-Traian Gomoiu a fost un susținător fervent al înființării Universității “Ovidius” Constanța (1990). In paralel cu activitatea științifică și de cercetare, s-a afirmat in cadrul Facultății de Biologie chiar de la început, din 1990, susținând cursuri de specialitate in Ecologie Generală, Populația si Ecosistemul. Spiritul său de inițiativă s-a manifestat și prin crearea Centrului de Cercetări pentru Studiul Biodiversității, care a stat la baza unui program de masterat in facultate. In calitate de conducător de doctorat in specialitatea Ecologie la Universitatea “Ovidius” și la Școala de Studii Avansate din Academia Română, a coordonat lucrările a 35 doctoranzi, care au finalizat cu succes studiile doctorale, majoritatea dintre ei ocupând in prezent posturi academice în învățământul superior sau în cercetare în țara și străinatate. 
Însetat de cunoaștere și de cunoașterea noului in specialitate, deși sănătatea precară își punea amprenta din ce in ce mai puternic asupra organismului, Marian-Traian Gomoiu și-a forțat limitele și nu a renunțat la statutul de om de știință; a repectat același regim de muncă, onorandu-și cu aceeași responsabilitate îndatoririle. “Specialistul în oceanologie, organizatorul RBDD, inegalabilul profesor al Universității Ovidius, conducătorul de doctorate în două Școli din țară, neobositul sprijinitor al instituțiilor cu profil biologic din țară, coordonarea publicațiilor de specialitate, implicarea activă în Societăți și Asociații Științifice din lume și din țară – acesta este Academicianul Marian-Traian Gomoiu.” (după Academician Dumitru Murariu)
3. Responsabilități instituționale, social-profesionale
  - Raportor pentru Marea Neagră al Comitetului de Bentos în cadrul Comisiei Științifice pentru Mediterana (CIESM)
  - Guvernator al Administrației Rezervației Biosferei Delta Dunării (1990-1993)
  - Director general adjunct – director filiala Constanța a GeoEcoMar (din 1994 și până în 2009, la pensionare)
  - Consilier al directorului general al GeoEcoMar (din 2009, după reîncadrarea la GeoEcoMar și până în 2016)
  - Președinte al Comitetului Național Român al Asociației Internaționale pentru studiul Dunării – IAD, membru al Biroului Internațional IAD
  - Președinte al Comitetului Național Român IUBS-International Union of Biological Sciences al Academiei Române – IUBS
  - Președinte al Comisiei de Oceanologie și Limmnologie a Academiei Române – COLAR
  - Vicepreședinte al Societății de Ecologie din România
  - Membru în mai multe colegii de redacție ale publicațiilor științifice (GeoEcoMarina, Analele Științifice ale Universității “Ovidius” - Seria Biologie - Ecologie; Romanian Journal of Animal Biology/Zoology etc.)
  - Membru al Romanian Association for the Club of Rome (ARCoR)
  - Membru al Consiliului Științific în mai multe instituții academice din România și din străinătate (GeoEcoMar, INCDM “Grigore Antipa” Constanța , Institutul de cercetări Eco-Muzeale – Tulcea, Rezervația Biosferei Delta Dunării, Comisia Națională a Zonei Costiere, MEDIFAUNE - Franța etc.)
  - Membru al Comitetului Național UNESCO pentru Oceanologie
  - Conducător de doctorat în Biologie - specialitatea “Ecologie și Protecția Mediului” la Institutul de Biologie al Academiei Române și la Universitatea “Ovidius” Constanța;

## Distincții
- Laureat al premiului "Emanoil Teodorescu" al Academiei Române (1987)
- "Profesor de Onoare" al Universității "Alexandru Ioan Cuza" din Iași (2001)
- "Diploma de Excelență" pentru activitatea științifică valoroasă în cadrul Comitenului Național Român UNESCO de Oceanografie (2005)
- Medalia Comisiei Internaționale pentru Protecția Mării Negre { Istanbul, 2009)
- "Doctor Honoris Causa" al Universității "Vasile Goldiș" din Arad (2010)
- Diploma "Meritul Academic" acordată de Academia de Științe a Moldovei (Chișinău, 2013}
- "Profesor Emerit" al Universității "Ovidius" din Constanța (2015)
- Cetățean de onoare al Municipiului Constanța[2] (2019)
- "Diploma de Excelență" acordată de Cotidianul Ziua de Constanța pentru întreaga carieră închinată științei românești și internaționale (2019)

## Specii dedicate
- Cumella gomoiui (Băcescu & Muradian, 1977) (Cumacea) (taxonomic citation - Watling, L.; Gerken, S. (2022). World Cumacea Database. Cumella (Cumella) gomoiui Bacescu & Muradian, 1977. Accessed through: World Register of Marine Species at: https://www.marinespecies.org/aphia.php?p=taxdetails&id=182502 on 2022-02-13; World Cumacea Database. In O. Bánki, Y. Roskov, L. Vandepitte, R. E. DeWalt, D. Remsen, P. Schalk, T. Orrell, M. Keping, J. Miller, R. Aalbu, R. Adlard, E. Adriaenssens, C. Aedo, E. Aescht, N. Akkari, M. A. Alonso-Zarazaga, B. Alvarez, F. Alvarez, G. Anderson, et al., Catalogue of Life Checklist (ver. (10/2021). https://doi.org/10.48580/d4sw-39j
- Sarsiella gomoiui (Kornicker & Caraion, 1978) (Ostracoda) (original description - Kornicker, L. S.; Caraion, F. E. (1978). West African Myodocopid Ostracoda (Sarsiellidae, Rutidermatidae). Smithsonian Contributions to Zoology. 250: 1-110., available online at https://doi.org/10.5479/si.00810282.250; taxonomic citation - Brandão, S.N.; Karanovic, I. (2021). World Ostracoda Database. Eusarsiella gomoiui (Kornicker & Caraion, 1978). Accessed through: World Register of Marine Species at: http://www.marinespecies.org/aphia.php?p=taxdetails&id=451374 on 2022-02-13
- J anirella (Janirella) gomoiui (George, 2004) (Isopoda) (original description - George, R.Y. (2004). Janirellidae and Dendrotionidae (Crustacea: Isopoda: Asellota) from bathyal and abyssal depths off North Carolina and their evolution. Travaux du Museum National d’Histoire Naturelle "Grigore Antipa" 47: 43–73.; taxonomic citation - Boyko, C.B.; Bruce, N.L.; Hadfield, K.A.; Merrin, K.L.; Ota, Y.; Poore, G.C.B.; Taiti, S.; Schotte, M.; Wilson, G.D.F. (Eds) (2008 onwards). World Marine, Freshwater and Terrestrial Isopod Crustaceans database. Janirella gomoiui George, 2004. Accessed through: World Register of Marine Species at: https://www.marinespecies.org/aphia.php?p=taxdetails&id=255943 on 2022-02-13.

## Lucrări publicate
Lista bibliografică cuprinde peste 220 de titluri; lucrările științifice, publicate în țară și în străinătate, aduc în fața comunității oamenilor de știință problematica complexă a ecologiei marine în cadrul ecosistemului Dunăre - Delta Dunării - Marea Neagră.
Lista selectivă a publicațiilor:
- GOMOIU M.-T., 1961 - Contribution to the knowledge of some Nudibranchiata (Gastropoda, Opistobranchiata) from the western part of the Black Sea. Com. Acad. R.P.R., 11, 10: 1247- 1255 (in Rom.; Russ. & Fr. Summ.).
- GOMOIU M.-T., 1963 - L’analise granulométrique des sables des quelques plages de la mer Noire (côte roumaine). Rapp. Comm. int. Mer. Médit., 17, 2: 123 - 131

- BĂCESCU M., GOMOIU M.-T., BODEANU N., PETRAN A., MÜLLER G.I. & MANEA V., 1965 - Studii asupra variației vieții în zona litorală nisipoasă de la nord de Constanța. Ecologie marină, Ed. Acad. București, 1: 7 - 138.
- GOMOIU M.-T., 1969 - Studiul sedimentelor nisipoase de la litoralul românesc al Mării Negre. Ecologie marină, Ed. Acad. București, 3: 227 - 325.
- BĂCESCU M., MÜLLER G.I. & GOMOIU M.-T., 1971 - Researches of benthic ecology in the Black Sea. Ecologie marina, Ed. Acad. RSR, 4: 357 pp (in Rom., Fr. Rés.).
- GOMOIU M.-T., 1976 - Ecological studies concerning psammobiontic molluscs from the Romanian littoral of the Black Sea. Ecologie marină, Ed. Acad. București, 5: 173-349 (in Rom.).
- GOMOIU M.-T., 1981 - Distribution of Mya arenaria L. populations in the western part of the Black Sea. Cercetări marine, IRCM Constanța, 14: 145 - 158.
- GOMOIU M.-T., ȚIGĂNUȘ V. & POPESCU A., 1981 - Date preliminare privind comportarea suprafețelor unor betoane peliculizate supuse agresivității biologice marine. Consfătuirea “Protecția anticorozivă a construcțiilor”, sept. 1981.
- GOMOIU M.-T., 1982 - Quelques aspects écologiques concernant la construction de récifs artificiels dans les zones côtières de la partie nord-ouest de la mer Noire. / Some ecological aspects concerning the construction of artificial reefs from the coastal area in the north-western part of the part of the Black Sea.  Journées Etud. Recifs. Artifi.et Maricult. suspend., Cannes, CIESM: 113-119.
- GOMOIU M.-T., 1984 - Scapharca inaequivalvis (Brugières) - new species in the Black Sea. Cercetări marine, IRCM Constanța, 17: 131 - 141
- GOMOIU M.-T., 1986 - Probleme ale reconstrucției biologice în zonele marine costiere de la litoralul românesc. (Problems of biological reconstruction on the coastal marine zones at the Romanian littoral). Ecologia și protecția ecosistemelor, 5: 86-92.
- GOMOIU M.-T., 1988-1990 - Rapport bibliographique sur le benthos de la mer Noire. Rapp. Comm.int. Mer Medit., 32, 3: 1-18

- GOMOIU M.-T., 1992 - Marine eutrophication syndrome in the north-western part of the Black Sea. Science of the Total Environment. Suppl., Elsevier Science Publishers B.v., Amsterdam: 683-692
- GOMOIU M.-T., SECRIERU D., OAIE Gh., CRISTESCU M., NICOLESCU N., MARINESCU V., 1998 – Ecological state of the River Danube ecosystems in 1995 – GeoEcoMarina, 3: 37-88.
- WIJSMAN J. W. M; HERMAN P. M. J.; GOMOIU M.-T., 1999 – Spatial trends in sediment structure and benthic activity in relation to the Danube plume on the Black Sea continental shelf – Marine Ecology Progress Series, 181: 25-39.
- FRIEDRICH J., DINKEL C., FRIEDL G., PIMENOV N., WIJSMAN J., GOMOIU M.-T., COCIASU A., POPA L. and WEHRLI B., 2002 – Benthic Nutrienr Cycling and Diagenetic Pathways in the North-western Black Sea. Estuarine, Coastal and Shelf Science, 54: 369-383.
- GOMOIU M.-T., ALEXANDROV B., SHADRIN N. & ZAITSEV Yu., 2002 – The Black Sea – a Recipient, Donor and Transit Area for Alien Species. E.Leppakoski et al. (eds.), Invasive Aquatic Species of Europe, Kluwer Academic Publishers: 341-350.
- BĂNARU Daniela, HARMELIN-VIVIEN Mireille, GOMOIU M.-T., ONCIU Teodora Maria, 2007 - Influence of the Danube River inputs on C and N stable isotope ratios of the Romanian coastal waters and sediment (Black Sea), Marine pollution Bulletin, 54: 1385-1394.
- Langmead Olivia, McQuatters-Gollop Abigail,. Mee Laurence D, Friedrich Jana, Alison J. Gilbert, GOMOIU Marian-Traian,. Jackson Emma L, Knudsen Ståle, Minicheva Galina, Todorova Valentina, 2009 - Recovery or decline of the northwestern Black Sea: A societal choice revealed by socio-ecological modeling - Ecological Modelling – 220: 2927 – 2939. www.elsevier.com/locate/ecolmode
- GOMOIU M.-T., Ardelean A., Ardelean G., Ardelean I. D., Onciu Teodora Maria, Skolka M., Karacsonyi K., 2010 - ZONELE UMEDE - ABORDARE ECOLOGICĂ. Studii de caz: Dunărea - Delta Dunării - Câmpia de Vest a României. Casa Cărții de Știință Cluj-Napoca: 443 pp.
- Friedrich J. , Janssen F., Aleynik D., Bange H. W. , Boltacheva N., Çağatay M. N., Dale A. W. , Etiope G., Erdem Z., Geraga M., Gilli A., GOMOIU M.-T. , Hall P. O. J., Hansson D., Y. He, Holtappels M., Kirf M. K., Kononets M. , Konovalov S., Lichtschlag A., Livingstone D. M. , Marinaro G., Mazlumyan S., Naeher S., North R. P. , Papatheodorou G., Pfannkuche O., Prien R., Rehder G., Schubert C. J., Soltwedel T., Sommer S., Stahl H., Stanev E. V. , Teaca A., Tengberg A., Waldmann C., Wehrli B., and Wenzhöfer F., 2013 - Investigating hypoxia in aquatic environments: diverse approaches to addressing a complex phenomenon. Biogeosciences Discuss., 10, 12655-12772, 2013 www.biogeosciences-discuss.net/10/12655/2013/ doi:10.5194/bgd-10-12655-2013
- Crise A., Kaberi H., Ruiz J., Zatsepin A., Arashkevich E., Giani M., Karageorgis A., Prieto L., Pantazi M., Gonzalez-Fernandez D., Ribera d’Alcalà M., Tornero V., Vassilopoulou V., Durrieu de Madron X., Guieu C., Puig P., Zenetos A., Andral B., Angel D., Altukhov D., Ayata S.D., Aktan Y., Balcıoğlu E., Bouchoucha M., Buia M.-C., Cadiou J.-F., Canals M., Chakroun M., Christou E., Christidis M. G., Civitarese OGS G., Coatu V., Corsini-Foka M., Cozzi S., Deidun A., Dell'Aquila A., Dogrammatzi A., Dumitrache C., Edelist D., Ettahiri O., Fonda-Umani23S., Gana S., Galgan F., Gasparini S., Giannakourou A., GOMOIU M. -T., Gubanova A., Gücü A.-C., Gürses Ö., Hanke G., Hatzianestis I., Herut B., Hone R., Huertas E., Irisson J-O., İșinibilir M., Jimenez J. A., Kalogirou S., Kapiris K., Karamanfilov V., Kavadas S., Keskin Ç., Kideyș A. E., Kocak M., Kondylatos G., Kontogiannis C., Kosyan R., Koubbi P., Kušpilić G., Laferla R., Langone L., Laroche S., Lazar L., Lefkaditou E., Lemeshko I.E., Lorance P., Machias A., Malej A., Mazzocchi M.-G., Medinets V., Mihalopoulos N., Miserocchi S., Moncheva S., Mukhanov V., Oaie G., Oros A., Öztürk A. A., Öztürk B., Panayotova M., , Prospathopoulos A., Radu G., Raykov V., Reglero P., Reygondeau G., Rougeron N., Salihoglu B., Sanchez-Vidal A., Sannino G., Santinelli C., Secrieru D., Shapiro G., Simboura N., Shiganova T., Sprovieri M., Stefanova K., Streftaris N., Tirelli V., Tom M., Topaloğlu B., Topçu N. E., Trenkel V., Tsagarakis K., Tsangaris C., Tserpes G., Tuğrul S.,. Uysal Z, Vasile D., Violaki K., Xu J., Yüksek A., and Papathanassiou E., 2015 - A MSFD complementary approach for the assessment of pressures, knowledge and data gaps in Southern European Seas: the PERSEUS experience. Marine Pollution Bulletin 95 (1): 28–39 https://doi.org/10.1016/j.marpolbul.2015.03.024

## Amintiri

#### Ing. Grigore Baboianu - Guvernator al ARBDD (2009-2012, 2016-2017)
Marian-Traian Gomoiu mi-a rămas in amintire ca un om foarte deschis, prietenos si apropiat de colaboratorii săi, pe care ii simțea dedicați obiectivelor de gestionare ale rezervației și pe care îi sprijinea ca să înțeleagă rolul pe care il aveau, în contextul misiunii noastre în Delta Dunării. Pentru fiecare nou angajat al ARBDD, activitatea era o premieră, nimeni nu mai lucrase in domeniul ariilor protejate, iar guvernatorul căuta ,din discuțiile pe care le purta, să înțeleagă dacă acele persoane pot să raspundă noilor atribuții și, mai ales, dacă pot să devină susținători ai conceptului de protecție și conservare a patrimoniului natural național și nu numai , mai ales căuta să îi convingă pe cei mai puțin convinși cât de important este acest concept și cât de multă susținere este necesară.
Privesc in urmă la acea perioadă cu tristețe și regret că nu mai pot conversa și acum așa cum făceam de atâtea ori, în întâlniri directe sau telefonic, cu omul deosebit căruia vreau să-i aduc acest modest omagiu, omul pe care l-am apreciat in mod deosebit și care mi-a marcat evoluția profesională, convingându-mă sa merg pe un alt drum decât cel pentru care mă specializasem timp de două decenii și să mă alătur echipei manageriale a ARBDD, hotărâre surprinzătoare pentru mulți colegi de institut și pe care, uneori, doar amintirea acelor ani evocați m-a făcut sa nu o regret.

#### Prof. Univ. Dr. Ioan Cărăuș(Universitatea "Al. I. Cuza", Iași)
Am lucrat timp de 35 ani ca cercetător în domeniul ecologiei acvatice, am desfășurat activitate didactică la Universitațile “Al. I. Cuza” din Iași și “Vasile Alecsandri” din Bacău; am fost numit referent oficial în comisii de analiză a unor teze de doctorat la Universitatea “Babeș-Bolyai” din Cluj, Universitatea “Al.I.Cuza” din Iași, Universitatea București, Universitatea “Ovidius”, Universitatea “Dunărea de Jos” din Galați, Universitatea de Stat din Chișinău.
De-a lungul anilor l-am cunoscut pe Domnul Profesor în mai multe imprejurari – la diverse sesiuni științifice și, în mod deosebit, in contextul analizei și susținerii mai multor teze de doctorat conduse de Domnia sa. De asemenea, am avut privilegiul de a colabora, pe parcursul câtorva ani, cu Institutul condus de Domnul Profesor, prin cercetări aspra comunităților de alge din Dunăre și de la litoralul românesc al Mării Negre.
Din mulțimea de impresii adunate cu prilejul acestor activități, aș vrea sa amintesc câteva.
Analizând, în calitate de referent oficial, teze de doctorat elaborate sub conducerea Domnului Professor, am putut constata nu numai calitatea deosebită a acestor lucrări, dar și faptul că doctorandul, beneficiind de o îndrumare atentă, a avut, în același timp, deplina libertate de a-și organiza eforturile, de a-și manifesta propria creativitate.Din câte am observat, relația Domnului Profesor cu studenții săi, cu doctoranzii sau cu colaboratorii, a fost una apropiată, de respect și căldură umană, fără a fi umbrită deloc de diferența de statut profesional și social între Academician și student ori tânăr cercetător.
Apreciez încă un element, care, în opinia mea, arată, odată în plus, preocuparea majoră a Domnului Profesor pentru dezvoltarea cercetărilor complexe asupra Mării Negre, ecosistem unic în lume, prin caracteristicile sale. Mă refer la faptul că, trecând peste eventuala “concurență” profesională între Institutul Național de Cercetare-Dezvoltare pentru Geologie si Geoecologie Marină, pe de o parte, și Institutul de Cercetări Marine din Constanta (I.N.C.D.M. “Grigore Antipa”), Domnul Profesor s-a preocupat direct, personal, de perfecționarea profesională a unor cercetători din ‘tabăra adversă” (!), prin acceptarea conducerii unor lucrări de doctorat în domeniul hidrobiologiei marine (Laura Boicenco, Dan Vasiliu etc.). Dintre multe lucruri remarcabile constatate în lucrările doctoranzilor Domniei sale, amintesc numai introducerea si folosirea curentă a unor metode moderne de prelucrare a datelor, precum programul XLSTAT 7.5.2, programul PRIMER 5 pentru analiza multivariate, ANOVA etc.
Preocupat permanent de dezvoltarea hidrobiologiei din România, Domnul Profesor a sprijinit inființarea Societății Române de Limnologie ( decembrie 2004), inclusiv prin participarea sa la Sesiunea științifică specială organizată în acest scop de Universitatea din Bacău. În același sens, a inițiat “renașterea” unei publicații importante a Academiei Române – revista HIDROBIOLOGIA (1959-1992).
Dupa ce a finalizat o analiză a contribuțiilor științifice din cele 20 de volume, a determinat publicarea, sub egida Universității “Lucian Blaga” din Sibiu, a primului număr din noua revista de profil – ROMANIAN JOURNAL OF AQUATIC ECOLOGY.
Nu în ultimul rând, trebuie amintită contribuția esențială a Domnului Profesor la protejarea Deltei Dunării, în calitate de Guvernator al Rezervației în perioada 1990-1993, stabilind, incă de la declararea acestui statut, liniile directoare ale strategiei pentru protecția durabilă a acestui complex natural – singura deltă din lume care a fost declarată în întregime, ca rezervație a Biosferei. 
În fine, o notă cu caracter personal. După una din deplasările la Institutul de la Constanța, mai ramasese puțin timp până la plecarea mea către casă. Rezumând vizita,mi-am exprimat părerea de rău că nu am timp să ajung la mormintele bunicilor mei paterni, la Eforie-Nord, pentru a aprinde o lumânare. Auzind aceasta, Domnul Profesor, ca director al Institutului, a binevoit să dispună ca o mașină a unității să mă ducă rapid până la cimitirul din Eforie-Nord; un gest de bunătate sufletească pentru care îi sunt și acum recunoscător.
In incheiere, consider că, pentru mine, a fost o onoare și un privilegiu de a-l cunoaște și chiar de a colabora cu Domnul Profesor, savant de excepție, un OM cu totul deosebit, generos, o personalitate puternica, un mare caracter, care inspira respect,încredere, optimism.
El va rămâne o prezență permanentă, luminoasă, în mintea și sufletul celor care l-au cunoscut.

#### Prof. Univ. Dr. Ionel Miron(Universitatea "Al. I. Cuza", Iași)
Înalta expertiză a Academicianului Marian-Traian Gomoiu în explorările oceanografice naționale și mondiale, acumulată la nivel de excelență, s-a concretizat într-o nouă concepție de deslușire a mecanismelor, structurii și funcționării ecosistemelor marine, prin metoda observațiilor directe subacvatice, promovând cu prioritate în România pătrunderea omului sub apă în scop științific, cu scafandrul autonom. A creat o adevărată școală înzestrată cu tehnici și mijloace de cercetare avansate, pe care le-a deprins la școala americană și le-a transpus, făcându-le accesibile și colectivului nostru de cercetări subacvatice de la Universitatea "Al. Ioan Cuza" din Iași, prin Stațiunea Biologică Potoci. Atrași încă din primele stadii ale cercetărilor noastre de cunoașterea acestor metode noi, ne-am bucurat mereu de competența, bunăvoința, solicitudinea, încurajările, aprecierile și susținerea necondiționată din partea Profesorului, cu care, până spre primele zile ale anului 2021, ne-am sfătuit, amintindu-ne mereu de frumoasa prietenie care ne-a legat dintotdeauna.
Năzuințe împărtășite, obiective comune, concepții similare despre muncă și viață, venerarea poeților români, pot fi considerate coordonatele în care a evoluat prietenia noastră. La Agigea, la Constanța, la lași, dar mai ales la Potoci, ceasuri de frământare, discuții cu “va urma” sau finalizate cu concluzii, se încheiau întotdeauna cu o “povestită” pe substrat ihtio și sevă bahică. Iar dacă coordonatele geografice ale locației evenimentului se suprapuneau cu cele ale lacului Izvoru Muntelui, atunci la bordul navei “Emil Racoviță”, alături de îndrăgiții membri ai familiilor noastre, alături de colaboratori apropiați, amintiri, întâmplări comice și bancuri suculente se depănau până când luceafărul se ascundea în negurile Ceahlăului. Clipe prețioase, transformate în amintiri pe care le păstrăm în suflet până când vom adormi și noi.

#### Conf. Univ. Dr. Teodora-Maria Onciu(Universitatea "Ovidius", Constanța)
O prietenie aparte
În acest ceas al vieții mele voi scrie despre cel de care m-au legat 49 de ani de prietenie.
Probabil, exegeții vor fi analizat opera sa și importanța contribuției sale științifice. Pentru mine rămâne vie amintirea acestui mare prieten, Marian-Traian Gomoiu, de care moartea m-a separat vremelnic.
Distinsa noastră prietenă, doamna Eliza Băcescu, atunci când o vizitam, ne îmbrățisa cu întreită sărutare și apoi se depărta un pas de noi și exclama “Trandafirul meu!” Într-un rând am întrebat-o: “De ce-i ziceți așa? Pentru că are mulți spini?” “Evident că are țepi, altfel n-ar mai fi trandafir” – mi-a răspuns și apoi a continuat “Dar e trandafir pentru că in alcătuirea lui intră multe petale. Fiecare petală e o trăsatură a personalității lui, care este una complexă. Dar cea mai pregnantă este capacitatea de a fi prieten.”
Și în lungul interval amintit, Marian (și apoi și soția sa, Rodica) mi-a fost aproape. De fapt, împreună ne-am plâns răposații, împreună ne-am bucurat de realizările copiilor. Fără critica sa exigentă nu aș fi terminat teza de doctorat. Am beneficiat de o analiză competentă la redactarea lucrărilor mele științifice (și nici una nu s-a întors de la comitetul corector al revistelor pentru a fi îmbunătățită).
Marian a fost exigent cu colaboratorii în aceeași măsură în care a fost exigent cu sine însuși. Uneori faptul că a fost un perfecționist nu l-a ajutat, ba chiar a supărat. Dacă în timpul (apropiat de termenul limită) redactării unui studiu găsea o inadvertență științifică, oprea cursul firesc al lucrării și se dedica rezolvării problemei științifice care l-a nemulțumit. Și se isca un iureș de căutări din zori și până în zorii zilei următoare cu implicarea colaboratorului. Și nu o dată prioritatea “0” trecea pe loc secund, sau mai jos, uneori fiind îngropată de noi urgențe.Fiecare aparent detaliu iși avea importanța și rostul lui, fie într-o lucrare ori proiect, fie in teorie ori aplicație practică. Nu era loc pentru "nu pot" sau "nu am timp".
Să iubim, ca și când ar fi între noi, amintirea acestui mare OM!

#### Ing. IT Traian Onciu
Legături tainice
În atmosfera academică a sălilor de curs sau de examen de la Universitatea “Ovidius”, unde mă îndeletniceam să conving vreun laptop, ori PC, ori videoproiector să funcționeze cu prilejul unui examen, seminar ori ședință de referate, când refuzau să “coopereze” cu studenții emoționați, ii spuneam “Domnule Profesor” și Profesorul Gomoiu, cu un ton al vocii doar pentru mine, zicea “mulțumesc, domnule inginer”, clipind cu subînțeles.
În anii în care m-am bucurat de libertatea spațiilor deschise de la Agigea, il chemam “Nenea Marian” iar el imi răspundea “ imediat, Zweistein”, preluând de la colegul său și al mamei mele, Dr. Vidor Hilarius Skolka formula cu care acesta mi se adresa spre a sublinia preocupările mele tehnice.
De când am fost copil, până nu demult, când aveam ceva pe suflet și îi spuneam “te rog”, îmi lua mâna în a sa. Eu știu că între inima lui Nenea Marian și mâna sa era o comunicare desăvârșită.
Domnule Profesor, Nenea Marian, ține-mă și acum de mână! Vei fi, in amintirea mea, omul care m-a înțeles întotdeauna.

#### Doctoranzi

##### Conf. Univ. Dr. Daniela Bănaru – Universitatea Aix-Marseille, Institutul Mediteranean de Oceanologie
Domnul Profesor Gomoiu a împărtășit cu noi, studenții și discipolii săi, pasiunea sa pentru mare și pentru ecologie. Am avut șansa să-l cunosc la Universitatea Ovidius în anii de studenție, cand preda Ecologia, și l-am admirat pentru modul pe care îl avea de a povesti și explica cursurile. Avea atâta cunoaștere și experiență încât îi era greu uneori să nu devieze de la planul cursului pentru a ne povesti experiențele și campaniile sale științifice.
Mi-a fost,apoi,co-încadrant științific al tezei de doctorat, pe care am făcut-o pe studiul "Influenței aporturilor Dunării asupra rețelelor trofice ale peștilor de la coasta românească (Marea Neagră)". Avea o imensă experiență și cunoaștere științifică a lucrărilor realizate la Marea Neagră, pentru care Domnul Profesor Gomoiu a adus o importantă contribuție în ecologia marină. Noile metode de cercetare pe care le-am putut aborda în colaborare cu cercetătorii francezi îl interesau in mod deosebit. M-a încurajat părintește și prietenește în discuțiile de lucru pe care le aveam la biroul său de la Institutul GeoEcoMar Constanta. Vizitele de lucru la Domnul Profesor au fost mereu o plăcere, fiind primită cu multă căldură. Dincolo de experiența sa de profesor și cercetător am apreciat omul care era.
Vârsta și boala nu au afectat cu nimic pofta de viață, curiozitatea științifică și pasiunea pentru mare pe care o avea Domnul Profesor Gomoiu. Chiar în ultimii ani, când boala îl chinuia, când veneam în vizită sau vorbeam la telefon, era optimist și plin de viață și vorbea cu pasiune de familia sa și de ultimele lecturi științifice pe care le făcea pe Internet. Era permanent înconjurat cu dragoste de soția dânsului, sprijin fidel și neprețuit de viață. Îmi vorbea mereu de fiul său și de nepoțel, de care era tare mândru. Citea mereu și se ținea la curent cu cele mai recente cercetări științifice în domeniu. Chiar în ultimele săptămâni îmi vorbea la telefon de articole pe care ar fi vrut să le scriem. Dragostea și grija familiei, setea de cunoaștere și pofta de viață l-au ajutat să se lupte cu boala până în ultimul moment.
Prețuiesc memoria acestui Om, profesor și cercetător deosebit, pasiunea, generozitatea și căldura umană cu care m-a însoțit părintește pe drumul cunoașterii și al cercetării.
Cei plecați dintre noi rămân veșnic în sufletele și în amintirile noastre.

##### Dr. Tatiana Begun – cercetător științific INCD GeoEcoMar
Acad. Prof. univ. dr. Marian-Traian Gomoiu, sau cum obișnuiam să-l numesc “domnul Profesor”, a fost o stea sclipitoare in domeniul oceanologiei și ecologiei marine a Mării Negre, care a luminat drumul iubitorilor de natură și în special de mare. Dânsul a reușit să transmită mai departe informațiile absorbite de la înaintași - membru corespondent al Academiei Române Eugen A. Pora, Academician Mihai Băcescu, și să păstreze vie flacăra cunoașterii tainelor naturii. Vigilent, critic și perseverent, a respins și a atras, in același timp, mulți doctoranzi, dintre care unii au colaborat îndeaproape, alții de la distanță, astfel că, în final, rezultatele cercetărilor expuse în tezele de doctorat și lucrările științifice sunt și vor fi, o lungă perioadă de timp, apreciate și citate de lumea academică. Însuși numele Acad. Prof. univ. dr. Marian-Traian Gomoiu pe coperta sau în lista autorilor oferă deja un plus de credibilitate, deoarece majoritatea celor care l-au cunoscut știau că de sub mâinile și ochii domnului Profesor nu puteau să rezulte decât lucrări valoroase. Eu sunt mândră că am prins ultimii 20 de ani din viața acestui Mare Om, care a reușit nu numai să-mi lumineze calea cunoașterii, dar și să mă îndrume, în felul lui aparte, în viața de zi cu zi, am simțit grija părintească pe care o oferea. Astăzi îmi lipsește, chiar dacă îl criticam de multe ori că este prea dur cu cei de lânga el, acum imi dau seama cât de necesar a fost modul său deschis de a fi pentru a tria răul de bine și valorile de non-valori.
A dorit foarte mult domnul Profesor să publice, ca o ștafetă înmânată tinerei generații, un volum in seria Ecologie Marină, in care să aștearnă rezultatele studiilor domniei sale și ale colaboratorilor săi, de altfel unele dintre ele au apărut în diverse lucrări cu vizibilitate internațională, însă sinteza lor a rămas în stadiul de proiect. Această misiune ne revine nouă, tuturor doctoranzilor, de a finaliza acest proiect.

##### Dr. Mihaela Mureșan - cercetător științific INCD GeoEcoMar
Eu sunt unul dintre acei privilegiați al căror destin profesional a fost influențat de Dl Profesor. De la înălțimea Domniei Sale, a ințeles atât importanța lucrurilor mici, cât și a celor mari, dar și profundele conexiuni între acestea. M-a îndrumat (împreuna cu Dna Conf. Univ. Dr. Teodora-Maria Onciu) către studiul meiobentosului, cu precădere al nematodelor libere marine, abordând în premieră pentru litoralul românesc, efectul hipoxiei asupra organismelor macro- și meiobentale. S-a dedicat cu obstinență studiului presiunilor antropice și climatice asupra sănătății ecosistemului Mării Negre, fiind una dintre vocile cu rezonanță în forurile academice naționale și internaționale dedicate acestor probleme acute. Multele ore petrecute pe mare in expediții științifice, la unele dintre care am avut ocazia sa particip, timpul acordat apoi analizei rezultatelor, publicării informațiilor relevante, împreuna cu colaboratorii, au însemnat energie vitală pentru acest OM. A fost un vizionar în multe privințe, fiind de exemplu, printre primii cercetători care, in perioada de dezechilibru ecologic al Mării Negre (anii 80 – 90), a descris efectul înmulțirii speciilor gelatinoase autohtone (meduze), (ex. Aurelia aurita)și al celor invazive (M. leidyi si B. ovata) asupra ecosistemului bazinului pontic. Aceste mărturii științifice timpurii ale unui fenomen ce avea să ia amploare, mi-au fost de mare folos, mie, cercetătorului de mai tarziu, specialist pe zooplancton.
În biblioteca ce a rămas mărturie activității științifice prodigioase a Dlui Profesor există, pe lângă numeroase volume de ecologie, biologie, dedicate în special studiului ecosistemelor marine, fluviatile si deltaice, sute de teze de licență, masterat si doctorat ale studenților pe care dănsul i-a îndrumat, cu subiecte de o varietate extraordinară. Este memorabil pentru mine, ca fost student, prin cursurile pe care le-am audiat la Facultatea de Științe ale Naturii a Universității Ovidius. Este memorabil pentru vorbele de duh, pentru critica constructivă, pentru felul în care vedea și simțea natura si oamenii...

##### Dr. Adrian Teacă – cercetător științific INCD GeoEcoMar
Eram pe holurile universității când am auzit o voce inconfundabilă, aidoma unui tunet într-o zi de vară toridă, era vocea domnului Profesor. Nu știam la acea vreme cine era și, student fiind, îmi era cu neputință să-mi imaginez că soarta mă va aduce în fața celui care avea să-mi devină mentor. În cei 23 de ani de colaborare am parcurs toate etapele formării mele profesionale învățând de la cel mai bun în domeniul marin, călăuzindu-mă spre o conduită științifică, care cu greu mai poate fi deprinsă în zilele noastre agitate și veșnic pe fugă. Avea o vorbă domnul Profesor, care devenise deja un motto pentru cei din jur, că știința nu se face la `fără frecvență` iar studiul vietăților necesită, mai presus de orice, răbdare și ore lungi de stăruință în fața microscopului, adăugând șugubăț că `unii muncesc și alții se uită în microscop`. Cu astfel de vorbe reușea dumnealui să ne inspire dăruire și meticulozitate în cercetare, deprinderi care au devenit cu timpul literă de lege pentru mine și alți viitori cercetători. Spera cu tărie că flacăra vie a cunoașterii tainelor mării nu se va stinge, ci va fi purtată de cei mulți pe care i-a școlit, așa cum la rândul lui a continuat drumul deschis de înaintași. L-am îndrăgit pentru spritul jovial, pentru efervescența și pofta de viață, pentru lungile discuții despre toate și orice când ne scufundam literalmente în lumea tăcerii din adâncurile mării. Am ajuns să-i împărtășesc pasiunea pentru scufundări și observarea nemijlocită a frumuseții ascunse a apelor.

## Evocări

###### Ing. Grigore Baboianu
Imediat după schimbările politice din România din 1989, urmăream cu interes evoluția evenimentelor și mai ales modul în care acestea produceau schimbări în viața noastră de toate zilele. Un aspect important era acela legat de evoluția activității economice în general și a celei profesionale în acest context.
Lucram de peste 17 ani în Institutul de Cercetări și Proiectări (pentru) Delta Dunării din cadrul Centralei Delta Dunării, un conglomerat economic complex bazat pe valorificarea resurselor naturale din Delta Dunării, ambele înființate în 1970 și așteptam cu interes, ca mai toți colegii mei, să vedem cum va evolua situația în acest domeniu. Institutul nostru în care îmi începusem activitatea imediat după absolvirea Institutului Politehnic din Galați era înființat în 1970, prin reorganizarea și regruparea unor unități de cercetare existente în zonă și era implicat în susținerea științifică și tehnică a activităților economice ale Centralei Delta Dunării de valorificare intensivă a resurselor naturale din Delta Dunării: pește, stuf, păduri, pășuni, terenuri agricole etc.
Interesul nostru era legat, în această perioadă, de modul în care urma să fie continuat și finalizat programul ceaușist de tristă amintire aprobat prin celebrul decret prezidențial 92 din 1983 privind valorificare integrală a resurselor naturale din Delta Dunării, program conform căruia mai erau încă terenuri de desecat și de transformat în amenajări agricole, piscicole și silvice. Și răspunsul a venit relativ repede, deoarece printr-o hotărâre a noii puteri politice instalate din 1990, s-a stabilit stoparea imediată a tuturor lucrărilor hidrotehnice, urmată mai târziu de Hotărârea Guvernului nr. 983/1990, conform căreia, Delta Dunării și câteva unități naturale adiacente au fost declarate Rezervație a Biosferei. Surpriză și derută în același timp!
Surpriza a fost plăcută și așteptată, pentru adepții conservării naturii în Delta Dunării și neașteptată, și derutantă pentru adepții valorificării integrale a zonei. Deruta a venit din faptul că deodată armata de agregate (drage, dragline, excavatoare, buldozere etc.), care se desfășurau cu toată forța pe teritoriul Deltei Dunării s-a oprit și s-a așternut liniștea în așteptarea unor noi ordine.
Ne-am oprit și noi activitatea de cercetare și proiectare pentru găsirea de tehnologii pentru obținerea unor recolte cât mai mari de cereale și de pește sau de lemn repede crescător. A fost primul efect al noilor schimbări politice, dar această oprire nu a durat mult pentru că a urmat Hotărârea Guvernului 983/1990 și pentru noi a început foarte repede o nouă perioadă de activitate aceea de pregătire a unui nou mod de gestionare a patrimoniului natural găzduit de Delta Dunării și de celelalte zone naturale adiacente. Această perioadă a început ca urmare a demersurilor susținute ale unor oameni deosebiți dedicați principiilor de conservarea a valorilor naturale din România în general, dar și din Delta Dunării în special, eforturi despre care se discuta mai mult sau mai puțin oficial imediat după începutul anului 1990 și odată cu înființarea noului minister al mediului. În cadrul ministerului mediului, dar și în alte instituții publice și de învățământ, se discuta tot mai mult despre conservarea biodiversității, despre conceptul de dezvoltare durabilă, despre necesitatea înființării ariilor naturale protejate, dar mai ales despre gestionarea acestora. Și nu erau implicați doar oameni din noul minister al mediului, oameni veniți din domeniul gestionării resurselor de apă, a resurselor forestiere, dar și din mediul universitar și academic din domeniul biologiei, ecologiei și a altor domenii înrudite. Și cu riscul de a nu-i putea enumera pe toți cei care au contribuit din plin la acel demers voi enumera doar câteva nume pe care i-am întâlnit cel mai mult și personal: profesorul Angheluță Vădineanu, profesorul Petre Gâștescu, de la Institutul de Geografie al Academiei Române, profesorul Simion Hâncu, primul ministru al mediului, Academicianul Nicolae Botnariuc, doctorul Mircea Olteanu, directorul Institutului de Biologie al Academiei Române, doctorul Ion (Johnny) Munteanu de la Institutul de Pedologie al Academiei de Științe Agricole și Silvice. Și în timp ce în cadrul institutului nostru începuseră mișcările pentru reorganizarea institutului și inclusiv disputele pentru preluarea conducerii acestuia, la nivel național se discuta despre noua organizare a ministerului mediului și mai ales ceea ce se preconiza să se întâmple cu Centrala Delta Dunării și cu Delta Dunării. Astfel, se vehicula ideea declarării rezervației biosferei pe teritoriul Deltei Dunării ca o nouă abordare privind gestionarea acestei zone precum și ideea conducerii acestei rezervații de către o personalitate a lumii academice române. Un coleg a ținut să îmi comunice în mod special zvonul că la conducerea rezervației, in noua funcție de "guvernator", va fi numit (nu se discuta pe vremea aceea de concursuri pentru ocuparea de posturi de conducere – în regimul ce tocmai dispăruse, pentru aceste posturi se făceau numiri), un cercetător de la Institutul Român de Cercetări Marine, un oceanolog și care...nu fusese membru al PCR.
După apariția decretului privind stoparea lucrărilor hidrotehnice din Delta Dunării se discuta și despre reorganizarea Centralei Delta Dunării și înființarea unei structuri noi de organizare pentru gestionarea Deltei Dunării. Și, așa cum spuneam, spre sfârșitul verii a apărut Hotărârea Guvernului 983/1990 privind organizarea ministerului mediului, care a însemnat și înființarea Rezervației Biosferei Delta Dunării. Imediat după aceasta am avut ocazia să-l întâlnesc și pe primul guvernator al ARBDD în persoana oceanologului Marian-Traian Gomoiu.
Îmi pare rău că nu îmi amintesc exact modul în care a decurs prima întâlnire cu Guvernatorul Marian-Traian Gomoiu, poate și pentru că era o perioadă foarte agitată cu multe evenimente și știri contradictorii legate de modul în care vor evolua evenimentele în zonă, mai ales în disputa legată de viitorul Deltei Dunării: arie protejată sau zonă economică?
Eram de puțină vreme numit director al institutului, în acea perioadă foarte complicată, cred eu cea mai complicată perioadă din existența institutului, perioadă în care pe plan politic se desfășura disputa pentru preluarea puterii și reorganizarea întregii societăți postdecembriste, iar în plan economic avea loc confruntarea dintre unitățile economice organizate pe baza economiei socialiste planificate și cerințele economiei de piață, cu toate consecințele acestei confruntări așa cum o resimțeam și noi: dispariția locurilor de muncă, șomaj, inflație, lipsa bunurilor de consum. Ne confruntam pentru prima dată cu aceste fenomene și institutul nostru nu a fost ferit de efectele acestora: Centrala Delta Dunării dispăruse și nu mai era nimeni interesat de rezultatele activității noastre și ca atare nu mai aveam de lucru, ceea ce a avut ca rezultat foarte multe treceri în șomaj, iar pentru colegii care s-au confruntat cu așa ceva a fost o adevărată tragedie.
În calitatea menționată mai sus și în acest context am avut ocazia să mă întâlnesc cu primul guvernator al ARBDD și mai ales să colaborez până la sfârșitul mandatului său, în 1993, dar și în anii care au urmat. Mi-a rămas în memorie imaginea unui om jovial, amabil și cu o capacitate foarte mare de lucru, un profesionist desăvârșit, tenace și perseverent în condiții nu întotdeauna prielnice poziției sale, marcate și cu destule manifestări de ostilitate, în special în declarații sau comentarii. În ceea ce ne privește, am stabilit aproape imediat o comunicare reciprocă: domnia sa interesată să știe tot ce se putea despre institut în contextul noii sale poziții de coordonator al celei mai mari rezervații din România, eu, interesat să aflu ce rol trebuia să joace institutul în gestionarea acesteia și cum puteam materializa acest ajutor, mai ales din dorința de a salva locuri de muncă, de a valorifica experiența cercetătorilor institutului.
Pentru o vreme, 1990-1993, ARBDD a funcționat în câteva locații dispersate din municipiul Tulcea: în câteva birouri din sediul actual al Primăriei Tulcea (guvernatorul și secretariatul ARBDD), în câteva birouri din sediul fostei Întreprinderi de Pescuit Oceanic (Corpul de inspecție și pază al ARBDD), în birouri din sediul Oficiului de Gospodărire a Apelor care devenise parțial Inspectoratul pentru supravegherea și protecția mediului și apoi Agenția pentru supravegherea și protecția mediului Tulcea și în câteva birouri din sediul ICPDD Tulcea. Din aprilie 1990, ICPDD Tulcea și ASPM Tulcea au fost incluse în cadrul ARBDD, prin Hotărârea Guvernului 264/1990, într-o încercare de a grupa toate instituțiile de mediu într-una singură dar chiar și așa, ARBDD rămânea tot dispersată în tot orașul. Și nu pot să nu fac, aici, o mică remarcă și anume că poate această decizie de grupare a instituțiilor de mediu nu a fost o idee rea pe care a susținut-o domnul Gomoiu și cred că ar fi avut mai multe șanse de a asigura o gestionare mai coerentă în zonă din punct de vedere al protecției mediului.
După instalarea guvernatorului, în sediul de la primărie, a început o serie lungă de întâlniri diverse legate de modul în care trebuia să se desfășoare managementul rezervației. ARBDD era o instituție nouă, prima de acest fel din România, prea multă experiență în acest domeniu nu exista în România, iar guvernatorul trebuia să facă urgent propuneri pentru organizarea instituției cu organigramă, cu regulament de funcționare, etc. Ne adunam aproape zilnic în biroul guvernatorului și purtam discuții lungi pe teme legate de starea Deltei Dunării, starea lucrărilor hidrotehnice abandonate, starea activităților economice din perimetrul Deltei Dunării, reacția populației locale, discuții la care participau ocazional și persoane interesate din domeniile analizate.
În alte zile, ne urcam dis-de-dimineață în dacia neagră condusă de Basil, de cele mai multe ori eu și domnul Gomoiu, și luam drumul capitalei pentru alte întâlniri cu domnul profesor Angheluță Vădineanu, și cu alți colegi din cadrul ministerului sau cu specialiști din alte instituții, pentru alte discuții privind delimitarea perimetrului rezervației sau pentru elaborarea principiilor de gestionare...discuții care se prelungeau mai întotdeauna destul de mult, fără prea multe pauze, iar când luam drumul de întoarcere, ne abăteam pe la câte un magazin alimentar, luam pâine și ce se mai găsea pentru pauza pe care o planificam de obicei la Sinești lângă pâlcul de pădurice, unde ne făceam sanvișuri și mâncând trăgeam concluziile zilei.
Și a doua zi, o luam de la capăt...
Au fost numeroase întâlniri cu oameni din Deltă, cu reprezentanți ai fostei Centrale Delta Dunării care între timp se transformase prin hotărâre a prefecturii județului Tulcea în Compania Delta Dunării, și multe întâlniri organizate în sala de ședințe a fostului Consiliu Popular Județean/Comitet Județean al PCR cu participanți din toate domeniile de activitate, dar în care dominau reprezentanți ai sectoarelor economice din Delta Dunării, care se considerau amenințați de perspectiva înființării și funcționării Rezervației. Și, așa cum se întâmplă de cele mai multe ori, lumea se împărțea mai de fiecare dată în, cel puțin, două categorii/grupuri: cei care apreciau decizia înființării Rezervației, anticipând avantajele și cei care erau împotriva acestei decizii, aceștia din urmă destul de mulți și mai vocali, cel puțin pe plan local... Fiecare categorie aducea argumente în favoarea sau împotriva deciziei de înființare a rezervației. Și din acest motiv s-au inventat și vehiculat multe teorii catastrofice privind viitorul populației locale și au apărut și diferite ziceri. Am reținut o zicere, dintre multele care se vehiculau la aceste întâlniri referitoare la efortul declarat al ministerului de a mai reface din ecosistemele naturale afectate de impactul activităților economice, prin care Delta Dunării era comparată cu o femeie violată de interesele economice meschine și căreia ecologiștii încearcă să-i refacă virginitatea.
Alte ziceri se refereau la “pacostea” care părea că se va abate asupra populației locale din Delta Dunării: aceștia erau informați că prin înființarea rezervației nu vor mai fi permise activități economice în afara turismului, iar localnicii, cu referire la bătrânii lipoveni cu ținutele lor specifice și bărbi patriarhale, vor fi așezați în cuști și vor fi arătați turiștilor (străini) ca exponate vii...
Când șeful corpului de inspecție și pază a avut ideea neinspirată de a introduce în pregătirea noilor agenți ecologi lecții de karate cu exemplificări prezentate pe posturi de televiziune, au apărut alte ziceri: ARBDD pregătește agenții ecologi pentru a se lupta cu populația locală, etc...
Apoi, mai avea de remediat și comportamentul agenților ecologi în timpul acțiunilor de control din teren. Și îmi vine în minte o întâmplare: eram în biroul domnului Gomoiu când au intrat șeful Corpului de inspecție și pază împreună cu unul din agenți și au spus că sunt obosiți pentru că, toată noaptea, au fost într-o acțiune de combatere a braconajului și că au surprins un grup de braconieri, pe care i-au înconjurat și au încercat să îi rețină. După ce domnul Gomoiu i-a chestionat privind acțiunea despre care a aflat că se desfășurase pentru că agenții ecologi "au avut un pont”, - îmi amintesc de reacția domniei sale, le-a interzis să mai acționeze în felul în care acționaseră, fără o pregătire prealabilă și fără colaborarea poliției pentru că trebuia evitat riscul unor confruntări fizice: “nu ne trebuie eroi post mortem, mai bine acționăm preventiv”, a fost remarca de atunci a guvernatorului.În tot acest timp au continuat și demersurile pentru recunoașterea pe plan internațional a eforturilor României de a proteja Delta Dunării și de a obține sprijin financiar extern atât pentru instruirea personalului ARBDD cât și pentru expertiză internațională pentru elaborarea măsurilor de management ecologic. Guvernatorul participa în promovarea acestor demersuri la diverse reuniuni organizate pe plan internațional.
Recunoașterea statutului de zonă umedă de importanță internațională, în special ca habitat al păsărilor de apă, recunoașterea statutului de sit al patrimoniului universal natural și cultural, precum și recunoașterea statutului de rezervație a biosferei au fost principalele obiective ale politicii pe plan extern și pentru aceasta trebuiau aduse argumentele seriozității deciziilor anunțate de guvernele României în acest domeniu și ,ca o consecință firească, atragerea sprijinului internațional în acest sens, atât financiar cât și în planul pregătirii personalului.Tot în această perioadă, ne-am bucurat de expedițiile efectuate pe Dunăre și în Delta Dunării de Comandorul Jacques-Yves Cousteau, atât prin prisma rezultatelor cercetărilor expediționare care au oferit informații noi despre starea Dunării și Deltei Dunării, dar și pentru influența pe care a avut-o pentru preluarea, de către ARBDD, a cabanei Uzlina cu tot inventarul în scopul transformării acesteia într-un centru de informare și instruire în domeniul gestionării zonelor umede.
Este interesant de menționat faptul că, în urma celei de-a doua expediții pe care Jacques-Yves Cousteau a efectuat-o în România în 1977, acesta a propus autorităților române înființarea Rezervației Biosferei Delta Dunării, propunere refuzată de Ceaușescu care avea alte planuri cu Delta Dunării, planuri care aveau să facă obiectul mai sus menționatului decret prezidențial 92/1983.
După alegerea sa ca membru de onoare al Academiei Române, la 13 noiembrie 1990, Jacques-Yves Cousteau a revenit în România pentru a realiza un film de televiziune consacrat Dunării și deltei sale, în patru episoade, la scenariul căruia a lucrat, printre alții, și guvernatorul ARBDD, Marian-Traian Gomoiu. Îmi amintesc, din această perioadă, că ne-am întâlnit cu Jacques-Yves Cousteau la Sfântu Gheorghe, întâlnire la care a participat Marian-Traian Gomoiu, eu și doi foști colegi de la institut (Dr. Radu Suciu și Dr. Janos Botond Kiss). La Sfântu Gheorghe, Comandantul Cousteau ne-a primit pe nava cu care s- a deplasat în Deltă, remorcherul Jektoro. Ne-a primit la bord și am avut o întâlnire amicală încheiată cu un mic dejun. Peste câteva zile am avut ocazia să-l întâlnesc din nou pe Comandantul Cousteau pe care l-am preluat cu șalupa institutului de la Sf. Gheorghe și l-am însoțit pe drumul de întoarcere de la Sf. Gheorghe la Tulcea. În sprijinul demersurilor noastre prezentate mai sus, organizații mondiale din domeniu au reacționat: Uniunea Internațională pentru Conservarea Naturii - IUCN, Fondul Mondial pentru Viață Sălbatică – WWF, Banca Europeană pentru Reconstrucție și Dezvoltare – BERD, Banca Mondială – Facilități Globale de Mediu (GEF). Acest sprijin a fost exprimat în termeni favorabili și s-a solicitat organizarea unei întâlniri dedicate analizei situației din Delta Dunării și a cerințelor de management ce se impuneau. Astfel a fost organizat primul simpozion pentru managementul Deltei Dunării. Pentru pregătirea simpozionului au fost elaborate rapoarte de analiză ale situațiilor diferitelor domenii economice și sociale din Delta Dunării, pregătire coordonată de Guvernatorul Marian-Traian Gomoiu și domnul profesor Angheluță Vădineanu, în colaborare cu experții străini ai instituțiilor internaționale, dar și ai institutelor naționale de cercetare. În paralel, Guvernatorul Marian-Traian Gomoiu a desfășurat și o serie de deplasări în localitățile din Delta Dunării, împreună și cu domnul profesor Vădinenanu, unde s-a întâlnit cu localnici, cu reprezentanți ai autorităților locale, încă în organizare. S-au purtat discuții, și mai aprinse și mai puțin aprinse, legate de viitorul Deltei Dunării în contextul noului statut de arie naturală protejată care provoca multe întrebări legate de modul în care localnicii vor fi integrați în gestionarea rezervației. Din păcate nu am avut ocazia să îl însoțesc, fiind implicat în pregătirea rapoartelor pentru simpozion, dar am aflat că argumentele prezentate de guvernator, modul în care a prezentat aceste argumente legate de principiile fundamentale ale rezervațiilor biosferei privind îmbinarea conservării valorilor patrimoniului natural ale zonei rezervației reprezentat de diversitatea biologică excepțională cu posibilitatea valorificării durabile a resurselor naturale regenerabile, cu abordări adaptate nivelului interlocutorilor au făcut ca atitudinea localnicilor să se schimbe. Desigur că, în același mod aborda și întâlnirile pe care le avea cu oamenii deltei și la sediul administrației și la care uneori luam parte, ceea ce mă face să confirm că întâlnirile despre care am vorbit mai sus nu puteau fi diferite. Simpozionul s-a desfășurat în septembrie 1991, în Delta Dunării, la Cabana Uzlina, într-o fostă locație folosită de șefii partidului comunist român, dar mai ales faimoasă pentru faptul că acolo Ceaușescu împreună cu alți conducători ai partidului comunist român au pus la punct, în primii ani ai deceniului 80 din secolul trecut forma finală a celebrului decret prezidențial 92/1983 pentru exploatarea intensivă a resurselor din Delta Dunării. A fost o reuniune memorabilă, prin tematică și prin participanți, iar Guvernatorul Marian- Traian Gomoiu a fost foarte implicat, fiind într-o permanentă comunicare cu participanții la reuniune pentru a-i asigura de importanța înființării Rezervației Biosferei Delta Dunării, de seriozitatea demersului asumat de România precum și de primele măsuri pe care ARBDD le considera necesare pentru consolidarea acestui statut, argumentând necesitatea unui sprijin financiar extern pentru susținerea eforturilor ARBDD de a îmbunătăți capacitatea managerială a instituției. Atunci Guvernatorul Marian-Traian Gomoiu a demonstrat participanților competența sa extraordinară în ceea ce privește cunoașterea problemelor ecologice legate de Delta Dunării și Marea Neagră, capacitatea de a aborda cele mai variate teme legate de teritoriul rezervației. Iar noi, cei care lucram în ICPDD și care ne-am implicat în pregătirea rapoartelor simpozionului, am fost impresionați de acest eveniment, care ne-a adus în atenție o nouă formă de abordare a problemelor deltei, alta de cum o cunoscusem până atunci (cu sarcini de producții cât mai mari de pește, cereale, stuf, lemn etc., etc., care trebuiau realizate sau raportate), dar și de contribuția deosebită a guvernatorului ARBDD, a specialistilor români și străini care au făcut eforturi intense pentru prezentarea argumentelor menite să susțină orientarea nouă, propusă pentru managementul Deltei Dunării.
Sprijinul organizațiilor internaționale s-a materializat, pentru început, într-un proiect de asistență tehnică privind elaborarea primului plan de management pentru RBDD. Așa l- am cunoscut și pe Paul Goriup, un expert internațional venit în ARBDD pentru pregătirea elaborării primului plan de management. Practic, lucra cu Guvernatorul Marian-Traian Gomoiu în birou și purtau discuții lungi pe tema managementului rezervației, discuții la care luam parte și eu și aveam, în acest fel, posibilitatea de a înțelege ce se petrece.
Și astfel, timpul a trecut atât de repede încât acum când rememorez perioada aceea nu o pot aprecia la mai mult de...o secundă, dar atât de densă și de încărcată, o secundă care ne-a marcat foarte mult prin semnificația evenimentelor petrecute.
A venit anul 1992, an în care activitatea guvernatorului a continuat în domeniul organizării instituției, a căutării și angajării de oameni bine pregătiți pentru punerea în practică a primelor măsuri de gestionare. Era perioada în care instituțiile publice se organizau și se reorganizau, era perioada în care institutul nu mai avea lucrările de cercetare și mai ales de proiectare pe care le avea înainte de 1990 și ne-am confruntat, după părerea mea, cu cea mai tristă perioadă a institutului, perioadă în care personal a trebuit să semnez trecerea în șomaj a unui număr foarte mare de salariați-colegi din activitatea de cercetare, proiectare sau producție. În acea perioadă am purtat multe discuții cu guvernatorul ARBDD și am reușit să transferăm o parte din colegi la ARBDD. Au mai fost transferați și salariați de la celelalte instituții de mediu din Tulcea: OGA Tulcea, ASPM Tulcea...
Și așa l-am cunoscut pe domnul guvernator într-o nouă ipostază, aceea de a găsi oamenii potriviți pentru noile sarcini ale instituției. Am asistat și la discuțiile pe care le purta cu colegii mei de institut în vederea transferării în ARBDD, discuții purtate cu răbdare și interes, din care căuta găsească calitățile, dar și disponibilitățile celor intervievați pentru sarcinile din ARBDD. Și printre primii angajați ai ARBDD a fost și domnul Dr. Ioan Munteanu, fost director științific al institutului din Tulcea, un specialist în biologie cu multă experiență în problemele Deltei Dunării.
Apoi, spre sfârșitul anului, au fost organizate alegerile parlamentare, în urma cărora a rezultat un nou guvern cu schimbări și în structura ministerului mediului dar și în modul de abordare a managementului RBDD. Primele consecințe ale acestor schimbării s-au materializat în 1993, în separarea instituțiilor de mediu din subordinea ARBDD precum și în...schimbarea guvernatorului.Îmi amintesc momentul acestei schimbări: a fost un moment trist în care delegatul ministerului ne-a chemat pentru o întâlnire, în care ni s-a comunicat revocarea guvernatorului în funcție și numirea noului guvernator. M-a intrigat faptul că schimbarea nu a fost motivată cumva. S-au prezentat mulțumiri pentru activitatea depusă de deja fostul guvernator și urări de succes în activitatea viitoare. Am asistat consternat la un eveniment ciudat: tot în acea întâlnire ni s-a comunicat și faptul că oceanologul Marian-Traian Gomoiu fusese ales membru corespondent al Academiei Române, astfel că recunoașterea valorii profesionale a deja fostului guvernator la cel mai înalt nivel era răsplătită cu revocarea din funcția pe care a ocupat-o tocmai ca urmare a pregătirii profesionale și a vizibilității deosebite pe plan național, dar mai ales pe plan internațional. Nu trecuseră nici trei ani de la numire și era schimbat fără o motivare concretă expusă și celor cu care colaborase. Făceam cunoștință pentru prima dată cu un aspect foarte interesant al noii democrații, care tocmai se instala și de la care aveam atâtea speranțe; numirile în funcțiile de conducere în instituțiile publice nu aveau și nu vor mai avea, în următoarele decenii, vreo legătură prioritară cu nivelul de pregătire profesională a celor numiți. Acestea erau legate și au rămas legate, în primul rând, de apartenența politică a oamenilor, din păcate.
După acest eveniment, Marian-Traian Gomoiu și-a reluat activitatea de cercetare și didactică în Constanța, iar noi am păstrat o legătură în toți anii care au trecut, într-o relație, pe care eu am considerat-o de prietenie și pe care regret că nu am avut timpul necesar pentru a o dezvolta mult mai mult.
Pentru că aveam în continuare funcția de director executiv al ARBDD, am căutat și am păstrat legătura cu primul guvernator cu care mă sfătuiam pe diverse teme de gestionare și mai ales științifice. Din păcate și ca o ironie a sorții, valoarea sa profesională și experiența căpătată în cei trei de activitate nu i-au convins pe cei care au luat decizii în acea perioadă să fie cooptat în primul Consiliu Științific al ARBDD. Aceste calități aveau să-i fie recunoscute mai târziu după alte alegeri parlamentare. Din câte îmi amintesc, Gomoiu Marian-Traian a făcut parte din toate consiliile științifice ale ARBDD de după
1996 și în această calitate a fost, după părerea mea, colaboratorul cel mai prețios al guvernatorilor ARBDD, atâți câți au urmat, și în măsura în care aceștia au știut să-i valorifice calitățile sale.
Timpul a trecut, iar acum suntem în momentul în care invocăm amintiri despre primul guvernator al ARBDD, Marian Traian Gomoiu, o personalitate puternică, impresionantă prin valoarea profesională incontestabilă, prin calitățile deosebite ca OM, pe care am avut șansa să il cunosc pentru un scurt răstimp. 
Marian-Traian Gomoiu mi-a rămas în amintire ca un om foarte deschis, prietenos și apropiat de colaboratorii pe care îi simțea dedicați obiectivelor de gestionare ale rezervației și pe care îi sprijinea să poată înțelege rolul pe care îl aveau, în contextul misiunii noastre în Delta Dunării. Pentru fiecare nou angajat al ARBDD, activitatea era o premieră, nimeni nu mai lucrase în domeniul ariilor protejate, iar guvernatorul căuta, din discuțiile pe care le purta, să înțeleagă dacă acele persoane răspund noilor atribuții și mai ales dacă pot deveni susținători ai conceptului de protecție și conservare a patrimoniului natural național și nu numai și mai ales căuta să îi convingă pe cei mai puțin convinși cât de important este acest concept și cât de multă susținere este necesară.
Privesc în urmă la acea perioadă cu tristețe și regret că nu mai pot conversa și acum așa cum o făceam de atâtea ori, în întâlniri directe sau telefonic, cu omul deosebit căruia vreau să-i aduc acest modest omagiu, omul pe care l-am apreciat în mod deosebit și care mi-a marcat evoluția profesională, convingându-mă să merg pe un alt drum decât cel pentru care mă specializasem timp de două decenii și să mă alătur echipei manageriale din ARBDD, hotărâre, surprinzătoare pentru mulți colegi de institut, și pe care, uneori, doar amintirea acelor ani evocați m-a făcut să nu o regret.

###### Prof. Univ. Dr. Marius Skolka(Universitatea "Ovidius", Constanța)
Marian -Traian Gomoiu (15 august 1936, Bazargic – 25 februarie 2021, Constanța), ecolog marin român, membru al Academiei Române, cu contribuții marcante în domeniul biologiei și ecologiei asociațiilor de organisme bentale și pelagice din Marea Neagră.
Studii
Dupa ce urmează primii ani de școală la Gura Dobrogei, unde familia lui s-a stabilit o perioadă de timp după cedarea in 1940 a Cadrilaterului, se muta impreună cu familia în Constanța, unde urmează cursurile Scolii nr 5 de băieți, apoi pe cele ale Liceului Teoretic Mircea cel Bătrân (actualul Colegiu Național Mircea cel Bătrân), pe care le absolvă în anul 1954 la Constanța. Intre 1954 si 1958 urmează cursurile Facultatii de Stiintele Naturii si Geografie, secția Biologie, din cadrul Universitatii “Victor Babes” din Cluj. 
Studiile doctorale le absolvă în anul 1973, cu o teză de doctorat elaborată sub coordonarea științifica a academicianului Mihai Băcescu și dedicată moluștelor de pe fundurile nisipoase ("Contribuții la cunoașterea ecologiei moluștelor psamobionte de la plajele submerse nisipoase de la litoralul românesc al Mării Negre"). Teza de doctorat nu a făcut decât să confirme valoarea științifică a celui care era deja activ de 15 anî ca biolog și ecolog marin.
Cariera științifică
Intreaga carieră științifică a stat sub semnul dăruirii și pasiunii pentru cercetare, al perseverenței și seriozității, al promovării competenței și profesionalismului. Fiind un adept al metodei exemplului personal, a fost la rândul său un fondator de școală, contribuind în mod hotărâtor la formarea unor noi generații de specialiști care activează în prezent în cercetare și învățământ superior, atât în România cât și dincolo de frontierele țării.
- 1958 – 1970 – cercetător științific în cadrul Institutului Român de Cercetări Marine
- 1970 – 1990 – cercetător științific – cercetator stiinttific principal, șef de laborator în cadrul Institutului Român de Cercetări Marine
- 1990 – 1993 - Guvernator Rezervația Biosferei Delta Dunării, Profesor de Ecologie - Universitatea “Ovidius” Constanta
- 1990 – 2018 - Conducător de doctorat în specialitatea "Ecologie și protecția mediului", în cadrul Institutului de Biologie al Academiei Române, București și Universității "Ovidius" Constanța.
- 1994 – 2009 - Director General Adjunct la Institutul Național de Cercetare si Dezvoltare pentru Geologie si Geoecologie Marină (GeoEcoMar).
- 2009 – 2016 - Consilier al Directorului General Adjunct al GeoEcoMar

După un scurt stagiu (septembrie - decembrie 1958), de profesor la Școala Generală Mateești, Horezu, este solicitat și angajat ca cercetător marin stagiar la Laboratorul de Oceanografie al Academiei Române din Constanța, structură de cercetare care se va dovedi o veritabilă pepinieră pentru o întreagă pleiadă de specialiști în oceanografie fizica si chimică, in biologie si ecologie marină, geologie sau microbiologie, care au pus bazele cercetării marine la litoralul românesc, sub conducerea reputatului ecolog Mihai Băcescu, membru al Academiei Române. Activitatea științifică a biologului și ecologului marin Marian-Traian Gomoiu s-a împletit strâns cu dezvoltarea unui grup de cercetători dedicați, care au activat ulterior în cadrul Institutului Român de Cercetări Marine, o instituție înființată în anul 1970. Institutul, de care Marian-Traian Gomoiu și-a legat mai mult de jumătate din activitatea științifică, a devenit un reper emblematic nu numai la nivel național, dar și la nivel regional si mondial. Specialiștii care s-au format în cadrul acestui institut au abordat toate domeniile ocenografiei, oceanologei, biologiei si ecologiei marine, studiile lor fiind recunoscute de confrații de pe toate meridianele globului.
După 1990, Marian-Traian Gomoiu devine pentru trei ani, primul Guvernator al Rezervației Biosferei Delta Dunării, fiind practic cel care a pus bazele activității științifice la nivelul acestei structure unice în țară, la nivelul căreia funcționează un institut de cercetare deosebit – Institutul National de Cercetare-Dezvoltare Delta Dunării, cu sediul în Tulcea.
După 1994, revine la studiile marine, fiind numit, după o revenire de câteva luni la Institutul Român de Cercetări Marine, director general adjunct la Institutul Național de Cercetare si Dezvoltare pentru Geologie și Geoecologie Marină (GeoEcoMar). In această calitate, continuă studiile de ecologie marină, contribuind și din această postură, ca și din aceea de profesor universitar asociat la Universitatea Ovidius din Constanța și de coordonator de doctorate în cadrul Institutului de Cercetări Biologice al Academiei Române și al Universității Ovidius, la formarea unei noi generații de specialiști în biologie și ecologie marină si nu numai.
După pensionare, continuă o activitate neobosită, atât în cadrul GeoEcoMar cât si al Academiei Române, participând la manifestări științifice organizate sub egida Academiei Române, a GeoEcoMar, INCDM Constanța și INCDDD Tulcea sau a Universității Ovidius. A fost prezent la primele congrese internaționale de zoologie organizate de către Muzeul de Istorie Naturală „Grigore Antipa” și a participat la întâlnirile consiliului științific al Administrației Rezervației Biosferei Delta Dunării.
Ecologie marină bentală
Făcând parte din echipa de cercetători marini care au abordat la începutul anilor 1960 studiul aprofundat al asociațiilor marine bentale de la litoralul și de pe platforma continentală a Mării Negre, și continuând peste timp ceea ce începuse în anii 1920 – 1930 reputatul biolog marin Ioan Borcea și a continuat mai apoi fostul discipol al acestuia – Mihai Băcescu – Marian – Traian Gomoiu s-a dovedit a fi o verigă de legătură esențială între cei care au început studiul vieții marine în România în primele decenii ale secolului XX și cei care acum, în primele decenii ale secolului XXI, au preluat ștafeta și o duc mai departe.
Tânărul cercetător Marian-Traian Gomoiu se dedică, începând cu anul 1959, studiului organismelor marine, pe care îl va aprofunda pentru tot restul vieții. A început cu studiul biologiei si ecologiei spongierilor din Marea Neagră, grup de nevertebrate primitive care nu mai fusese abordat la litoralul românesc al Mării Negre. Studiul acestui grup l-a abordat direct, în mediul marin, numărându-se printre primii biologi-scafandrii din zona litorală românească. S-a alăturat de asemenea specialiștilor care au promovat studiile de ecologie marina directe, in limitele până la care un scafandru autonom putea face observații, considerând că investigarea directă a asociațiilor marine are o valoare științifică mult mai mare decât analiza probelor prelevate cu diferite dispozitive. Studiile asupra spongierilor s-au concretizat cu un studiu publicat în anul 1963, în care sintetizează datele cunoscute la acea dată despre cele câteva specii de spongieri marini, capabile să supraviețuiască în apele marine cu caracteristici deosebite ale Mării Negre de la litoralul românesc, ape aflate sub puternica influență a Dunării. 
Concomitent cu studiul spongierilor, abordează și alte grupe taxonomice – moluștele, crustaceele, echinodermele, celenteratele, ctenoforele. Astfel, este, până în prezent, singurul biolog marin român care a studiat gasteropodele nudibranchiate din Marea Neagră, grup care a reprezentat subiectul uneia din primele lucrări științifice, publicate în anul 1961, la trei ani de la angajare.
Insă, ceea ce urma sa-i aducă consacrarea ulterioară a fost nu numai abordarea unor grupe taxonomice, ci mai ales a interacțiunilor complexe care apar între grupele de organisme marine și mediul lor de viață, fie că ne referim la substrat, fie că ne referim la apa în sine. Acesta a fost domeniul ecologiei marine, stiință care, în acea perioadă, făcea primii pași care urmau să ducă la ceea ce cunoaștem în prezent – o știință nu atât cantitativă, cu enumerare de specii, ci la una calitativă, care urmărea succesiunea asociațiilor, structura biomasei acestor asociații în timp și impactul direct al factorilor de mediu, relevant prin diferite metode de analiză statistică. 
A fost întodeauna promotorul ideii că un adevărat ecolog – iar un ecolog marin cu atât mai mult, trebuie să vadă el însuși asociațiile pe care le studiază. Printre premierele cu rang de unicat se înscriu în acest sens observațiile efectuate prin scufundare direct în câmpul de Phyllophora al lui Zernov, asociație bentală deosebit de valoroasă sub aspect ecologic, dispărută în urma fenomenelor dure de eutrofizare, care au marcat întregul ecosistem al Mării Negre în anii 1970 – 1980.
Studiile sale in domeniul ecologiei bentale s-au concentrat la început pe asociațiile marine de pe fundurile nisipoase din nordul litoralului, studiu interdisciplinar abordat în cadrul unei echipe grupând specialiști în mai multe compartimente. Ulterior, studiile s-au extins spre sudul litoralului, cuprinzând și asociațiile bentale de pe substrat stâncos. 
Studiile aprofundate asupra biodiversitații marine, care s-au desfașurat ani de zile pe o amplă rețea de stații de colectare de probe, structurată după cea stabilită de Ioan Borcea in anii 1930, s-au concretizat prin acumularea unui extrem de bogat material și a unor date de referință pentru studiul faunei și florei marine. În urma desfășurării acestor studii, tinerii biologi marini din anii 1960 au constatat că au avut loc unele modificări și că structura asociațiilor marine bentale reprezintă un barometru al stării mediului.. Rezultatele acestor studii efectuate în perioada 1960-1975 au fost cuprinse într-o colecție de studii dedicate, publicate între anii 1965-1976 sub egida Academiei Române în cinci volume cu numele devenit celebru printre specialiști – Ecologie marină. Aceste volume, care reprezintă o sinteză extrem de precisă a asociațiilor marine din zooplankton și bentos din anii 1960 sunt totodată și o operă științifică cu valoare istorică, fiind o reflectare a structurii asociațiilor de organisme din Marea Neagră înaintea marilor schimbări care vor urma în bazinul pontic în deceniile 1970 și 1980. 
In aceste volume, Marian-Traian Gomoiu apare ca autor în toate studiile de bentos, iar această perioadă a reprezentat etapa de consacrare ca biolog si ecolog marin de talie mondială. Înafară de participarea la redactarea si publicarea celor cinci volume de tip monografic, până în 1973, îl regăsim ca autor principal, unic autor sau coautor a peste 50 de lucrări științifice, publicate atât în țară cât și în străinătate. Subiectele abordate – de la structura sedimentelor și modul în care pătrunde lumina în apele marine, la date cantitative despre dinamica structurii unor asociații dominante, cum este cea a micii bivalve Lentidium mediterraneum (= Corbula mediterranea, Aloidis maeotica). Asociațiile de organisme meiobentale i-au atras atentia în mod deosebit, în lucrarile publicate până în anii 1980, demonstrând importanța lor în structura generala a bentosului. Toate aceste date s-au găsit rând pe rând atât în publicații românești cât și în publicații de specialitate cu impact international - Helgolander Wiss Meeresuntersuch, Rapports et Procès-Verbaux des Réunions de la Commission Internationale pour l'Exploration Scientifique de la Mer Méditerranée (CIESM), Sarsia, Smithsonian Contributions to Zoology, Izdatel’stvo Nauka.
Studiul bentosului Mării Negre se regăsește constant în obiectivul cercetărilor efectuate pe toata durata activității sale de cercetare, după 1993 publicând noi studii asupra asociațiilor bentale în noile condiții care au survenit după diminuarea în amplitudine și apoi dispariția fenomenelor de eutrofizare la litoralul vestic al Mării Negre.
Ecologia zooplanctonului
Zooplanctonul s-a regăsit și el între directțiile de cercetare, fiind abordat în special prin prisma faptului că aproape toate organismele marine bentale au stadia larvare pelagice, intrând în categoria planctonului. Insă, cele mai aprofundate studii le-a efectuat asupra zooplanctonmului gelatinos și îndeosebi asupra meduzelor din Marea Neagră. Ca urmare a schimbărilor apărute în chimismul apelor marine, în anii 1970 au început să se dezvolte din punct de vedere al biomasei populațiile de Aurelia aurita, iar ponderea acestei specii în asociațiile planctonice din Marea Neagră a devenit una foarte mare, în detrimentul altor grupe ecologice. In această direcție, studiile sale se concretizează cu articole care descriu fenomenul și ii identifică sursele terestre – creșterea aportului de nutrienți proveniți de la substanțele chimice folosite în agricultură ca fertilizatori în tot bazinul Dunării și în bazinele râurilor și fluviilor care se varsă în Marea Neagră și Marea de Azov. După 1990, când în Marea Neagră pătrunde ctenoforul invaziv Mnemiopsis leidyi, care a declanșat o adevărată criză ecologică prin restructurarea drastică a comunităților zooplanctonice și prin scăderea stocurilor de pește exploatabil comercial, Marian-Traian Gomoiu conduce în cadrul expedițiilor anuale ale GeoEcoMar colectarea de probe cantitative, care ii permit să estimeze stocurile totale de ctenofor in Marea Neagră și să fundamenteze bazele ecologice ale dezastrului. Rezultatele acestor studii efectuate în cadrul unor echipe internaționale sunt publicate în anii 2000–2004. După pătrunderea celei de-a doua specii de ctenofor, Beroe ovata, de data asta un prădător al lui Mnemiopsis, a încurajat studiile legate de impactul combinat al celor două specii asupra comunităților planctonice, încurajând în acest sens tineri specialiști din cadrul GeoEcoMar si Universitatea Ovidius.
Specii invazive și fouling
Prin prisma specializării în biologie și ecologie marina bentală, Marian – Traian Gomoiu a abordat studiul speciilor invazive marine, fiind primul dintre ecologii marini români care a dezvoltat în anii 1970 studii aprofundate pe două dintre primele specii din această categorie – gasteropodul prădător de origine indo-pacifică Rapana venosa (semnalat pentru prima dată in apele românești în 1963) și bivalva psamobiontă de origine nord-atlantică Mya arenaria (semnalată pe coastele românești pentru prima data de M.-T.Gomoiu și I.Porumb în 1969). Datorită impactului major pe care aceste două specii l-au produs asupra asociațiilor de organisme autohtone, ele au intrat în atenția specialiștilor și, începând cu 1970, coordonează un program de monitorizare a bivalvei Mya arenaria care în condițiile extinderii efectelor fenomenelor de eutrofizare a devenit specia dominantă în asociațiile de nevertebrate de pe fundurile nisipoase de pe platforma continentală românească, provocând mutații profunde în structura asociațiilor autohtone. Rezultatele acestor studii aprofundate au fost publicate pe tot parcursul anilor 1970 si 1980, devenind un valoros material documentar cu privire la impactul ecologic al acestei specii. De asemenea, publică studii referitoare la stocurile de Rapana de la litoralul românesc, specia în cauză devenind după 1990 o specie deosebit de importantă din punct de vedere economic.
Inafară de Mya arenaria, semnalează pentru prima data pentru Marea Neagră sau pentru litoralul românesc, singur sau împreună cu colaboratorii săi, și alte specii străine, unele cu character invaziv – bivalva indo-pacifică Anadara kagoshimensis (identificată la început ca Scapharca inaequivalvis), în 1984; ctenoforul Beroe ovata (in anul 1996), gasteropodul nudibranhiat de origine nord-atlantică Doridella obscura (in anul 1998). 
Legat de problema speciilor invazive este și un alt domeniu conex al ecologiei marine, și anume studiul grupărilor de organisme care se dezvoltă pe structurile construite sub nivelul apei și pe coca navelor – foulingul. Foulingul este format din organisme rezistente la diferiți factori de mediu si a reprezentat una din cele mai importante căi de introducere de specii invasive marine. Marian-Traian Gomoiu a abordat studiul foulingului împreună cu colegi din cadrul Institutului Român de Cercetări Marine până în 1990 și ulterior în cadrul echipei de ecologi marini din cadrul GeoEcoMar, incepând din anul 1993, publicând și in această direcție câteva lucrări științifice, în publicații românești sau străine.
Tot legat de speciile invazive, Marian-Traian Gomoiu a fost cel care a îndrumat și coordonat studiul acestor specii în perioada anilor 1994 – 2000, iar ulterior a colaborat cu o serie de specialiști tineri, fie în cadrul GeoEcoMar sau INCDM, fie în cadrul Universității Ovidius sau la universități din Franța și Canada. In această direcție, nu se poate decât recunoaște rolul său în crearea unei adevărate școli, care a abordat și pe mai departe studiul speciilor invasive marine, dulcicole sau terestre.
Descriere de taxoni noi pentru fauna Mării Negre sau a litoralului românesc
O altă dimensiune a activității științifice, legată strâns de mediul marin, a fost aceea de a dezvălui comunității științifice prezența unor specii noi pentru Marea Neagră. Împreună cu colaboratoarele sale apropiate, care studiau fauna de organisme meiobentale în anii 2000, numele lui apare în echipele de autori care au menționat specii noi pentru Marea Neagră, dintre celentarete (Halammohydra sp., Stylocoronella sp.,) și polichete.
Si, chiar daca acest aspect nu a vazut lumina tiparului, Marian-Traian Gomiou a fost primul care a identificat specia de cordat Branchiostoma lanceolatum, specie regăsită după mai bine de 25 de ani de una dintre fostele sale doctorande și identificată de echipa de ecologi marini de la GeoEcoMar.
Inventarierea biodiversității
Pornind de la premisa că numai o cunoaștere aprofundată a speciilor care formează diferitele tipuri de asociații marine bentale sau pelagice și a biologiei acestora poate să ducă la înțelegerea legăturilor care se stabilesc în cadrul ecosistemelor, Marian-Traian Gomoiu a participat, încă de la începutul carierei, la procesul de inventariere taxonomică a speciilor marine colectate în decursul expedițiilor științifice, Ca urmare a acestui proces laborios, au rezultat sinteze de tip sistematic și taxonomic, completate cu date de ecologie și biologie, publicate atât în cele 5 volume de Ecologie marină cât și ulterior, în diferite lucrări. După 1994, reia această direcție de cercetare și, împreună cu colaboratori din cadrul Universității Ovidius și al GeoEcoMar, realizează o aducere la zi a situației speciilor de microalge, alge macrofite, nevertebrate și vertebrate menționate în zona bazinului pontic, atât în ceea ce privește habitatele marine cât și cu privire la lacurile paramarine și zonele terestre de pe fâșia litorală. 
In această direcție, în calitate de guvernator al RBDD a încurajat studiile taxonomice și pe teritoriul Deltei Dunării.
Expediții științifice
Pe langă activitatea științifică de laborator, Marian-Traian Gomoiu se remarcă si ca un excelent organizator și conducător al campaniilor de colectare de probe sau al expedițiilor științifice organizate an de an, la început în cadrul Laboratorului de Oceanografie al Academiei Române din Constanța, iar mai târziu in cadrul Institutului Român de Cercetări Marine sau al Institutului Național de Cercetare – Dezvoltare pentru Geologie și GeoEcologie Marină. Pe lângă expeditțile științifice in Marea Neagră efectuate cu navele românești, participă și la o serie de expediții oceanologice internaționale, in echipe mixte. Menționam în acest sens expedițiile din Marea Sargaselor - cu nava americană de cercetari „Eastward”; din Golful Batabano - cu nava cubaneză „Xiphias”; din zona Isefjord - cu nava „Ophelia”. In Marea Neagră, participă în mod regulat la expedițiile internaționale efectuate cu navele „Vityaz” și mai apoi „Prof. Vodyanitsky”. In anul 2003 a condus în Marea Neagră, la bordul navei de cercetări oceanologice „Akademik” a Academiei Bulgare de Științe, expediția internațională „Control of eutrophication, hazardous substances and related measures for rehabilitating the Black Sea ecosystem, sub egida GEF/UNDP Black Sea Ecosystem Recovery Project. Participând la o serie de expediții internaționale în anii 1960 si 1970, s-a familiarizat cu modul de operare al unor dispozitive moderne, a aplicat aceleași metode în expedițiile românești sau mixte și a generalizat folosirea acestora în ieșirile efectuate până în 2007. In anii 2000, expedițiile științifice coordonate de el s-au constituit într-o veritabilă școală pentru tinerii cercetători care s-au format sub directa sa coordonare.
- 1967 (august – septembrie) expediția navei americane de cercetări "Eastward" în Marea Sargaselor cu scopul de a verifica aparatura de colectare a probelor de bentos abisal și de a cunoaște zona;
- 1969 (mai) expediția navei cubaneze de cercetări "Xiphias" în golful Batabano (Cuba) în vederea evaluării faunei bentale;
- 1970 (ianuarie) expediția vasului de cercetare "Ophelia" în zona Isefjord (Danemarca), cu scopul de a evalua starea comunităților bentale;
- 1978 (septembrie – octombrie), a 64-a expediție a navei sovietice de cercetări "Vityaz" în Marea Neagră în vederea cunoașterii structurii și funcționării ecosistemului pelagial;
- 1995 (august) expediția navei de cercetări "Prof. Vodyanitsky" în Marea Neagră, în cadrul programului internațional EROS 2000.
- 2003 (octombrie) expediția navei de cercetări “Akademik” în Marea Neagră – director al expediției internaționale.
- 2005 (octombrie) expediția navei de cercetări „Parshin” în Marea Neagră – responsabil din partea României în expediția internațională.
- 2006 (iulie-august) expediția navei de cercetări „Akademik” în Marea Neagră - responsabil din partea României în expediția internațională.
- 2007 (aprilie) expediția navei de cercetări „Mare Nigrum” în Marea Neagră, în cadrul programului Nucleu
- 2007 (august) expediția navei de cercetări „Mare Nigrum” în Marea Neagră, în cadrul programului Nucleu

Activitate didactică și științifică în mediul universitar și academic
Beneficiind, în decursul formării sale ca specialist, de participarea la mai multe stagii de pregatire în străinătate, și-a desăvârșit educația științifică, iar mai tărziu s-a regăsit el însuși în postura de formator de specialiști. Astfel, obține o bursă de studiu in domeniul bentosului marin și fiziologia ecologică a organismelor marine - noiembrie 1969 – iunie 1970 - la Zoological Museum, Institutul de fiziologie si cercetări marine din cadrul Stațiunii de cercetări Helsingor - pe baza câștigării concursului pentru o bursă acordată de Ministerul Educației din Danemarca; cursul internațional pluridisciplinar de specializare în științele marine organizat de Laboratorul Marin al Universității Duke (Maine, SUA) (1 aprilie – 31 mai 1974) - participare pe baza unei burse mixte UNESCO/Rockefeller Foundation, acordată în urma recomandărilor făcute de Acad. Mihai C. Băcescu și Acad. Eugen A. Pora; cursurile de vară "Ecofiziologia organismelor marine" organizată de Laboratorul Marin al Universității Duke (1 iunie – 31 iulie 1974) - participarea pe baza unei burse acordate de Duke University în urma rezultatelor bune obținute în cadrul Cursului Internațional pluridisciplinar de specializare în științele marine. La acestea se adaugă cursul de pregătire organizat de PHARE: "Evaluarea impactului de mediu, bilanțul de mediu și managementul integrat al zonei costiere în Marea Neagră.
Toate aceste aspecte s-au concretizat mai târziu în decursul carierei, când Marian-Traian Gomoiu, devenit un specialist reputat, a participat la formarea profesională a generații întregi de tineri. Astfel, în anul 1990, Marian-Traian Gomoiu se alătură grupului de intelectuali constănțeni de elită care a pus bazele Universitatii “Ovidius”, activând de la inceput și impulsionând prin exemplul personal activitatea din cadrul Facultății de Biologie, înființată in aprilie 1990 și devenită ulterior Facultatea de Științe ale Naturii și Științe Agricole. La inceput ca și conferențiar iar mai apoi ca profesor universitar asociat, a participat la formarea unui mare număr de studenți de la specializarile Biologie și respectiv 
Ecologie și protecția mediului
In ceea ce privește activitatea universitară, Marian-Traian Gomoiu a fost și în acest domeniu un deschizător de drumuri. Trebuie menționat că, în anul 1990, în România nu exista specializarea Ecologie și protecția mediului. Beneficiind de vastele cunoștințe teoretice și de experiența practică, Marian-Traian Gomoiu a trasat practic noi direcții, prin fundamentarea unor cursuri care au intrat ulterior în curricula universitară la nivel național - Ecologie generală, Populația și ecosistemul, etc – sau a cursurilor de specialitate de la programul de master, care s-au axat pe o îmbinare extrem de reușită a aspectelor teoretice cu cele practice.
A fost principalul inițiator al primului program de master din cadrul facultății – Biotehnie și ecotehnie marină si costieră, un program dedicat mediului marin și costier și care a funcționat pentru circa 10 ani, program de master la care a inițiat, de asemenea, o serie de cursuri în premieră națională. Mai târziu a contribuit la înființarea unui program de master de Conservarea biodiversității. Demarează și în cadrul facultății o serie de teme de cercetare in domeniul inventarierii biodiversității și în studiul speciilor invazive, teme de cercetare incluse in portofoliul științific al facultății și care au permis realizarea de către continuatori a unor sinteze monografice sau au dus la identificarea de noi specii invazive la litoralul românesc. Centrul de cercetări pentru studiul biodiversității – care a stat ulterior la baza unui program de master și a reprezentat nucleul in jurul căruia s-a conturat actualul centru de cercetări al facultății, a pornit de asemenea de la inițiativa d-lui profesor Marian -Traian Gomoiu, care a creat practic o școală de specialisti în biologie si ecologie marină în cadrul universității.
Din 1990 devine conducător de doctorat în specialitatea "Ecologie" în cadrul Universității “Ovidius” și, mai târziu, în cadrul Academiei Române, aducându-și o contribuție inegalabilă la formarea știintifică și profesională a unora din profesorii actuali ai Facultății de Științe ale Naturii și Științe Agricole din cadrul Universității Ovidius sau a unora din specialiștii recunoscuți de la Institutul de Cercetare Dezvoltare Marină “Grigore Antipa”, Institutul National de Cercetare – Dezvoltare pentru Geologie și GeoEcologie Marină sau Institutul de Biologie al Academiei Române, care i-au fost rând pe rând studenți, masteranzi, doctoranzi și colaboratori. 
Trăgând linie, putem spune. fără să greșim, că Marian -Traian Gomoiu a fost și în domeniul universitar un deschizător de drumuri într-un domeniu neabordat la nivel universitar până în acel moment, fiind totodată un formator al unei elite de specialiști care activează și în prezent.
Recunoaștere științifică
Recunoașterea științifică de care s-a bucurat Marian-Traian Gomoiu își găsește o reflectare directă în activitatea sa de prezentare a rezultatelor cercetărilor în fața comunității academice, prin prezența la numeroase congrese, simpozioane, sau manifestări științifice în țară și străinătate. Măsura acestei recunoașteri este lista bibliografică a lucrărilor științifice, care este una impresionantă, depăsind 200 de titluri. Lucrările științifice, publicate in reviste de specialitate din Romania, SUA, Marea Britanie, fosta Uniune Sovietică si ulterior din diferite state ale Uniunii Europene si nu numai, au contribuit in mod substanțial la aducerea in fața comunității științifice internaționale a problematicii complexe a ecologiei marine din zona bazinului pontic, al Deltei Dunarii si bazinului Dunarii, a problemelor de mediu si a necesității cunoașterii în amănunțime a speciilor și a interacțiunilor multiple care se desfășoară în asociațiile pe care acestea le edifică. Cele mai importante lucrări științifice sunt cele incluse în seria de cinci volume de Ecologie Marină, publicate intre anii 1965 si 1976 sub egida Academiei Romane, volume care au devenit adevărate jaloane în cercetarea științifică marină din bazinul Mării Negre, ca și în articolele și studiile de sinteză publicate după anul 2000.
In intervalul 2001-2009 activează și ca expert evaluator pe domeniul său de specialitate – ecologie – în cadrul Consiliului Național al Cercetării Științifice în Învățământul Superior (CNCSIS).
Recunoașterea științifică se reflectă și în prezența in calitate de membru în mai multe colegii de redacție ale publicațiilor științifice de specialitate - „Romanian Journal of Animal Biology” al Academiei Române, „GeoEcoMarina”, „Analele Științifice ale Universității «Ovidius» - Seria Biologie-Ecologie”. De asemenea, Facultatea de Biologie a Universității „Alexandru Ioan Cuza” din Iași și Facultatea de Stiințe ale Naturii și Stiințe Agricole îi acordă titlul de profesor emerit, ca semn de recunoaștere pentru activitatea de o viață în domeniul cercetării marine.
Ca o încununare a recunoașterii valorii activității științifice, din anul 1993 este ales membru corespondent, iar din 2015 este membru titular al Academiei Române, activând in cadrul secției de Științe Biologice.
Activitatea științifică si ,mai ales, valoarea acesteia se reflectă și în faptul că il regăsim ca membru intr-o serie de structuri științifice de nivel național și internațional; astfel, este rând pe rând președinte al Diviziei de Biologie a Mediului Înconjurător din cadrul Comitetului Național IUBS (Uniunea Internațională a Științelor Biologice); președinte al Comisiei Guvernamentale “Techirghiol”; membru al Comisiei Naționale pentru Securitate Biologică; Raportor pentru Marea Neagră al Comitetului de Bentos – CIESM; Secretar al SSB filiala Constanța; expert în cadrul Comisiei pentru Mediu, Echilibru Ecologic și Gospodărirea Apelor de pe lângă Guvernul României; membru al Comisiei Naționale IUBS de pe lângă Academia Română; membru al Comisiei de Hidrologie și Ecologie Acvatică a Academiei Române; președinte al Comisiei de Oceanografie a Academiei; membru al Consiliului Științific al Institutului de Biologie al Academiei Române; membru al Consiliului Științific al MEDIFAUNE (Franța); membru al Societății Malacologice a Italiei; membru al Asociației Internaționale pentru Studiul Meiobentosului; membru al Consiliului Științific al Institutului de Cercetări Eco-Muzeale Tulcea; membru al Consiliului Științific al Rezervației Biosferei Delta Dunării; laureat al premiului "Emanoil Teodorescu" al Academiei Române, 1987; membru al Comisiei Naționale a Zonei Costiere; președinte al Comisiei de Oceanologie și Limnologie a Academiei Române. De asemenea, este membru al unor organizații profesionale naționale și internaționale: Societatea de Științe Biologice; Asociația Oamenilor de Știință; Societatea Ornitologică Română; Liga Navală Română; Societatea Română de Ecologie; Societatea Română de Limnologie; Societatea Română de Ihtiologie.
Specii dedicate
Un aspect deosebit în cariera științifică, și care încununează recunoașterea științifică internațională, a fost cel al speciilor dedicate.
Lui Marian-Traian Gomoiu i-au fost dedicate de către colegi și colaboratori din țară și străinătate trei specii noi pentru știință, descrise în perioada 1977- 2004. Toate aceste specii – un cumaceu (Cumella gomoiui (Băcescu & Muradian, 1977), un ostracod (Euarsiella gomoiui Kornicker & Caraion, 1978) și un isopod (Janirella (Janirella) gomoiui George, 2004) – sunt recunoscute și în prezent ca specii valide.
- Cumella gomoiui (Băcescu & Muradian, 1977) (Cumacea) (taxonomic citation - Watling, L.; Gerken, S. (2022). World Cumacea Database. Cumella (Cumella) gomoiui Bacescu & Muradian, 1977. Accessed through: World Register of Marine Species at: https://www.marinespecies.org/aphia.php?p=taxdetails&id=182502 on 2022-02-13; World Cumacea Database. In O. Bánki, Y. Roskov, L. Vandepitte, R. E. DeWalt, D. Remsen, P. Schalk, T. Orrell, M. Keping, J. Miller, R. Aalbu, R. Adlard, E. Adriaenssens, C. Aedo, E. Aescht, N. Akkari, M. A. Alonso-Zarazaga, B. Alvarez, F. Alvarez, G. Anderson, et al., Catalogue of Life Checklist (ver. (10/2021). https://doi.org/10.48580/d4sw-39j)
- Euarsiella gomoiui Kornicker & Caraion, 1978. (Ostracoda) (original description - Kornicker, L. S.; Caraion, F. E. (1978). West African Myodocopid Ostracoda (Sarsiellidae, Rutidermatidae). Smithsonian Contributions to Zoology. 250: 1-110., available online at https://doi.org/10.5479/si.00810282.250; taxonomic citation - Brandão, S.N.; Karanovic, I. (2021). World Ostracoda Database. Eusarsiella gomoiui (Kornicker & Caraion, 1978). Accessed through: World Register of Marine Species at: http://www.marinespecies.org/aphia.php?p=taxdetails&id=451374 on 2022-02-13)
- Janirella (Janirella) gomoiui George, 2004 (Isopoda) (original description - George, R.Y. (2004). Janirellidae and Dendrotionidae (Crustacea: Isopoda: Asellota) from bathyal and abyssal depths off North Carolina and their evolution. Travaux du Museum National d’Histoire Naturelle "Grigore Antipa" 47: 43–73.; taxonomic citation - Boyko, C.B.; Bruce, N.L.; Hadfield, K.A.; Merrin, K.L.; Ota, Y.; Poore, G.C.B.; Taiti, S.; Schotte, M.; Wilson, G.D.F. (Eds) (2008 onwards). World Marine, Freshwater and Terrestrial Isopod Crustaceans database. Janirella gomoiui George, 2004. Accessed through: World Register of Marine Species at: https://www.marinespecies.org/aphia.php?p=taxdetails&id=255943 on 2022-02-13).